# Liste des communes des Hautes-Pyrénées
Pour les autres listes de communes françaises, voir Listes des communes de France.
| - Les Hautes-Pyrénées en France métropolitaine. - Carte des communes des Hautes-Pyrénées. |

Cette page liste les 469 communes du département français des Hautes-Pyrénées au 1er janvier 2025.

## Liste des communes
Le tableau suivant donne la liste des communes au 1er janvier 2025, en précisant leur code Insee, leur code postal principal, leur arrondissement, leur canton, leur intercommunalité, leur superficie, leur population et leur densité, d'après les chiffres de l'Insee issus du recensement 2022,.
| Nom                          | Code Insee | Code postal | Arrondissement      | Canton                             | Intercommunalité                 | Superficie (km2) | Population (dernière pop. légale) | Densité (hab./km2) | Modifier                                    |
| ---------------------------- | ---------- | ----------- | ------------------- | ---------------------------------- | -------------------------------- | ---------------- | --------------------------------- | ------------------ | ------------------------------------------- |
| Tarbes (préfecture)          | 65440      | 65000       | Tarbes              | Tarbes-1 Tarbes-2 Tarbes-3         | CA Tarbes-Lourdes-Pyrénées       | 15,33            | 44 529 (2022)                     | 2 905              | modifier les données · modifier les données |
| Adast                        | 65001      | 65260       | Argelès-Gazost      | La Vallée des Gaves                | CC Pyrénées Vallées des Gaves    | 1,05             | 302 (2022)                        | 288                | modifier les données · modifier les données |
| Adé                          | 65002      | 65100       | Argelès-Gazost      | Lourdes-2                          | CA Tarbes-Lourdes-Pyrénées       | 7,24             | 834 (2022)                        | 115                | modifier les données · modifier les données |
| Adervielle-Pouchergues       | 65003      | 65240       | Bagnères-de-Bigorre | Neste, Aure et Louron              | CC Aure Louron                   | 9,14             | 147 (2022)                        | 16                 | modifier les données · modifier les données |
| Agos-Vidalos                 | 65004      | 65400       | Argelès-Gazost      | La Vallée des Gaves                | CC Pyrénées Vallées des Gaves    | 6,11             | 393 (2022)                        | 64                 | modifier les données · modifier les données |
| Allier                       | 65005      | 65360       | Tarbes              | Moyen Adour                        | CA Tarbes-Lourdes-Pyrénées       | 3,69             | 441 (2022)                        | 120                | modifier les données · modifier les données |
| Ancizan                      | 65006      | 65440       | Bagnères-de-Bigorre | Neste, Aure et Louron              | CC Aure Louron                   | 39,97            | 286 (2022)                        | 7,2                | modifier les données · modifier les données |
| Andrest                      | 65007      | 65390       | Tarbes              | Vic-en-Bigorre                     | CC Adour Madiran                 | 6,19             | 1 349 (2022)                      | 218                | modifier les données · modifier les données |
| Anères                       | 65009      | 65150       | Bagnères-de-Bigorre | La Vallée de la Barousse           | CC Neste Barousse                | 2,66             | 168 (2022)                        | 63                 | modifier les données · modifier les données |
| Les Angles                   | 65011      | 65100       | Argelès-Gazost      | Lourdes-2                          | CA Tarbes-Lourdes-Pyrénées       | 3,10             | 131 (2022)                        | 42                 | modifier les données · modifier les données |
| Angos                        | 65010      | 65690       | Tarbes              | Moyen Adour                        | CA Tarbes-Lourdes-Pyrénées       | 2,98             | 227 (2022)                        | 76                 | modifier les données · modifier les données |
| Anla                         | 65012      | 65370       | Bagnères-de-Bigorre | La Vallée de la Barousse           | CC Neste Barousse                | 2,85             | 82 (2022)                         | 29                 | modifier les données · modifier les données |
| Ansost                       | 65013      | 65140       | Tarbes              | Val d'Adour-Rustan-Madiranais      | CC Adour Madiran                 | 2,20             | 57 (2022)                         | 26                 | modifier les données · modifier les données |
| Antichan                     | 65014      | 65370       | Bagnères-de-Bigorre | La Vallée de la Barousse           | CC Neste Barousse                | 1,19             | 40 (2022)                         | 34                 | modifier les données · modifier les données |
| Antin                        | 65015      | 65220       | Tarbes              | Les Coteaux                        | CC du Pays de Trie et du Magnoac | 7,46             | 94 (2022)                         | 13                 | modifier les données · modifier les données |
| Antist                       | 65016      | 65200       | Bagnères-de-Bigorre | La Haute-Bigorre                   | CC de la Haute-Bigorre           | 2,43             | 187 (2022)                        | 77                 | modifier les données · modifier les données |
| Aragnouet                    | 65017      | 65170       | Bagnères-de-Bigorre | Neste, Aure et Louron              | CC Aure Louron                   | 108,29           | 286 (2022)                        | 2,6                | modifier les données · modifier les données |
| Arbéost                      | 65018      | 65560       | Argelès-Gazost      | La Vallée des Gaves                | CC du Pays de Nay                | 14,90            | 78 (2022)                         | 5,2                | modifier les données · modifier les données |
| Arcizac-Adour                | 65019      | 65360       | Tarbes              | Moyen Adour                        | CA Tarbes-Lourdes-Pyrénées       | 5,10             | 600 (2022)                        | 118                | modifier les données · modifier les données |
| Arcizac-ez-Angles            | 65020      | 65100       | Argelès-Gazost      | Lourdes-2                          | CA Tarbes-Lourdes-Pyrénées       | 1,93             | 254 (2022)                        | 132                | modifier les données · modifier les données |
| Arcizans-Avant               | 65021      | 65400       | Argelès-Gazost      | La Vallée des Gaves                | CC Pyrénées Vallées des Gaves    | 15,04            | 392 (2022)                        | 26                 | modifier les données · modifier les données |
| Arcizans-Dessus              | 65022      | 65400       | Argelès-Gazost      | La Vallée des Gaves                | CC Pyrénées Vallées des Gaves    | 5,01             | 115 (2022)                        | 23                 | modifier les données · modifier les données |
| Ardengost                    | 65023      | 65240       | Bagnères-de-Bigorre | Neste, Aure et Louron              | CC Aure Louron                   | 5,82             | 12 (2022)                         | 2,1                | modifier les données · modifier les données |
| Argelès-Bagnères             | 65024      | 65200       | Bagnères-de-Bigorre | La Vallée de l'Arros et des Baïses | CC de la Haute-Bigorre           | 2,62             | 103 (2022)                        | 39                 | modifier les données · modifier les données |
| Argelès-Gazost               | 65025      | 65400       | Argelès-Gazost      | La Vallée des Gaves                | CC Pyrénées Vallées des Gaves    | 3,05             | 2 805 (2022)                      | 920                | modifier les données · modifier les données |
| Aries-Espénan                | 65026      | 65230       | Tarbes              | Les Coteaux                        | CC du Pays de Trie et du Magnoac | 5,55             | 86 (2022)                         | 15                 | modifier les données · modifier les données |
| Arné                         | 65028      | 65670       | Bagnères-de-Bigorre | La Vallée de la Barousse           | CC du Plateau de Lannemezan      | 8,34             | 182 (2022)                        | 22                 | modifier les données · modifier les données |
| Arras-en-Lavedan             | 65029      | 65400       | Argelès-Gazost      | La Vallée des Gaves                | CC Pyrénées Vallées des Gaves    | 24,66            | 494 (2022)                        | 20                 | modifier les données · modifier les données |
| Arrayou-Lahitte              | 65247      | 65100       | Argelès-Gazost      | Lourdes-2                          | CA Tarbes-Lourdes-Pyrénées       | 4,81             | 99 (2022)                         | 21                 | modifier les données · modifier les données |
| Arreau                       | 65031      | 65240       | Bagnères-de-Bigorre | Neste, Aure et Louron              | CC Aure Louron                   | 11,07            | 732 (2022)                        | 66                 | modifier les données · modifier les données |
| Arrens-Marsous               | 65032      | 65400       | Argelès-Gazost      | La Vallée des Gaves                | CC Pyrénées Vallées des Gaves    | 100,55           | 696 (2022)                        | 6,9                | modifier les données · modifier les données |
| Arrodets                     | 65034      | 65130       | Bagnères-de-Bigorre | La Vallée de l'Arros et des Baïses | CC du Plateau de Lannemezan      | 0,98             | 23 (2022)                         | 23                 | modifier les données · modifier les données |
| Arrodets-ez-Angles           | 65033      | 65100       | Argelès-Gazost      | Lourdes-2                          | CA Tarbes-Lourdes-Pyrénées       | 4,79             | 113 (2022)                        | 24                 | modifier les données · modifier les données |
| Artagnan                     | 65035      | 65500       | Tarbes              | Vic-en-Bigorre                     | CC Adour Madiran                 | 4,94             | 509 (2022)                        | 103                | modifier les données · modifier les données |
| Artalens-Souin               | 65036      | 65400       | Argelès-Gazost      | La Vallée des Gaves                | CC Pyrénées Vallées des Gaves    | 3,90             | 135 (2022)                        | 35                 | modifier les données · modifier les données |
| Artiguemy                    | 65037      | 65130       | Bagnères-de-Bigorre | La Vallée de l'Arros et des Baïses | CC du Plateau de Lannemezan      | 2,97             | 84 (2022)                         | 28                 | modifier les données · modifier les données |
| Artigues                     | 65038      | 65100       | Argelès-Gazost      | Lourdes-2                          | CA Tarbes-Lourdes-Pyrénées       | 1,46             | 13 (2022)                         | 8,9                | modifier les données · modifier les données |
| Aspin-Aure                   | 65039      | 65240       | Bagnères-de-Bigorre | Neste, Aure et Louron              | CC Aure Louron                   | 12,27            | 41 (2022)                         | 3,3                | modifier les données · modifier les données |
| Aspin-en-Lavedan             | 65040      | 65100       | Argelès-Gazost      | Lourdes-1                          | CA Tarbes-Lourdes-Pyrénées       | 1,77             | 301 (2022)                        | 170                | modifier les données · modifier les données |
| Asque                        | 65041      | 65130       | Bagnères-de-Bigorre | La Vallée de l'Arros et des Baïses | CC du Plateau de Lannemezan      | 15,85            | 120 (2022)                        | 7,6                | modifier les données · modifier les données |
| Asté                         | 65042      | 65200       | Bagnères-de-Bigorre | La Haute-Bigorre                   | CC de la Haute-Bigorre           | 26,67            | 572 (2022)                        | 21                 | modifier les données · modifier les données |
| Astugue                      | 65043      | 65200       | Bagnères-de-Bigorre | La Haute-Bigorre                   | CC de la Haute-Bigorre           | 7,96             | 265 (2022)                        | 33                 | modifier les données · modifier les données |
| Aubarède                     | 65044      | 65350       | Tarbes              | Les Coteaux                        | CC des Coteaux du Val d'Arros    | 4,85             | 286 (2022)                        | 59                 | modifier les données · modifier les données |
| Aucun                        | 65045      | 65400       | Argelès-Gazost      | La Vallée des Gaves                | CC Pyrénées Vallées des Gaves    | 12,94            | 254 (2022)                        | 20                 | modifier les données · modifier les données |
| Aulon                        | 65046      | 65240       | Bagnères-de-Bigorre | Neste, Aure et Louron              | CC Aure Louron                   | 28,84            | 99 (2022)                         | 3,4                | modifier les données · modifier les données |
| Aureilhan                    | 65047      | 65800       | Tarbes              | Aureilhan                          | CA Tarbes-Lourdes-Pyrénées       | 9,44             | 8 033 (2022)                      | 851                | modifier les données · modifier les données |
| Aurensan                     | 65048      | 65390       | Tarbes              | Vic-en-Bigorre                     | CA Tarbes-Lourdes-Pyrénées       | 7,11             | 768 (2022)                        | 108                | modifier les données · modifier les données |
| Auriébat                     | 65049      | 65700       | Tarbes              | Val d'Adour-Rustan-Madiranais      | CC Adour Madiran                 | 16,12            | 239 (2022)                        | 15                 | modifier les données · modifier les données |
| Avajan                       | 65050      | 65240       | Bagnères-de-Bigorre | Neste, Aure et Louron              | CC Aure Louron                   | 3,29             | 81 (2022)                         | 25                 | modifier les données · modifier les données |
| Aventignan                   | 65051      | 65660       | Bagnères-de-Bigorre | La Vallée de la Barousse           | CC Neste Barousse                | 5,22             | 207 (2022)                        | 40                 | modifier les données · modifier les données |
| Averan                       | 65052      | 65380       | Tarbes              | Ossun                              | CA Tarbes-Lourdes-Pyrénées       | 4,35             | 86 (2022)                         | 20                 | modifier les données · modifier les données |
| Aveux                        | 65053      | 65370       | Bagnères-de-Bigorre | La Vallée de la Barousse           | CC Neste Barousse                | 3,08             | 41 (2022)                         | 13                 | modifier les données · modifier les données |
| Avezac-Prat-Lahitte          | 65054      | 65130       | Bagnères-de-Bigorre | Neste, Aure et Louron              | CC du Plateau de Lannemezan      | 17,81            | 582 (2022)                        | 33                 | modifier les données · modifier les données |
| Ayros-Arbouix                | 65055      | 65400       | Argelès-Gazost      | La Vallée des Gaves                | CC Pyrénées Vallées des Gaves    | 2,72             | 345 (2022)                        | 127                | modifier les données · modifier les données |
| Ayzac-Ost                    | 65056      | 65400       | Argelès-Gazost      | La Vallée des Gaves                | CC Pyrénées Vallées des Gaves    | 3,08             | 463 (2022)                        | 150                | modifier les données · modifier les données |
| Azereix                      | 65057      | 65380       | Tarbes              | Ossun                              | CA Tarbes-Lourdes-Pyrénées       | 15,20            | 968 (2022)                        | 64                 | modifier les données · modifier les données |
| Azet                         | 65058      | 65170       | Bagnères-de-Bigorre | Neste, Aure et Louron              | CC Aure Louron                   | 26,63            | 146 (2022)                        | 5,5                | modifier les données · modifier les données |
| Bagnères-de-Bigorre          | 65059      | 65200 65710 | Bagnères-de-Bigorre | La Haute-Bigorre                   | CC de la Haute-Bigorre           | 125,86           | 7 060 (2022)                      | 56                 | modifier les données · modifier les données |
| Banios                       | 65060      | 65200       | Bagnères-de-Bigorre | La Vallée de l'Arros et des Baïses | CC de la Haute-Bigorre           | 5,26             | 65 (2022)                         | 12                 | modifier les données · modifier les données |
| Barbachen                    | 65061      | 65140       | Tarbes              | Val d'Adour-Rustan-Madiranais      | CC Adour Madiran                 | 3,04             | 42 (2022)                         | 14                 | modifier les données · modifier les données |
| Barbazan-Debat               | 65062      | 65690       | Tarbes              | Moyen Adour                        | CA Tarbes-Lourdes-Pyrénées       | 9,78             | 3 495 (2022)                      | 357                | modifier les données · modifier les données |
| Barbazan-Dessus              | 65063      | 65360       | Tarbes              | La Vallée de l'Arros et des Baïses | CC des Coteaux du Val d'Arros    | 4,24             | 164 (2022)                        | 39                 | modifier les données · modifier les données |
| Barèges                      | 65481      | 65120       | Argelès-Gazost      | La Vallée des Gaves                | CC Pyrénées Vallées des Gaves    | 45,84            | 136 (2022)                        | 3,0                | modifier les données · modifier les données |
| Bareilles                    | 65064      | 65240       | Bagnères-de-Bigorre | Neste, Aure et Louron              | CC Aure Louron                   | 20,84            | 39 (2022)                         | 1,9                | modifier les données · modifier les données |
| Barlest                      | 65065      | 65100       | Argelès-Gazost      | Lourdes-1                          | CA Tarbes-Lourdes-Pyrénées       | 4,02             | 320 (2022)                        | 80                 | modifier les données · modifier les données |
| Barrancoueu                  | 65066      | 65240       | Bagnères-de-Bigorre | Neste, Aure et Louron              | CC Aure Louron                   | 3,80             | 38 (2022)                         | 10                 | modifier les données · modifier les données |
| Barry                        | 65067      | 65380       | Tarbes              | Ossun                              | CA Tarbes-Lourdes-Pyrénées       | 2,54             | 133 (2022)                        | 52                 | modifier les données · modifier les données |
| Barthe                       | 65068      | 65230       | Tarbes              | Les Coteaux                        | CC du Pays de Trie et du Magnoac | 1,35             | 26 (2022)                         | 19                 | modifier les données · modifier les données |
| La Barthe-de-Neste           | 65069      | 65250       | Bagnères-de-Bigorre | Neste, Aure et Louron              | CC du Plateau de Lannemezan      | 7,62             | 1 245 (2022)                      | 163                | modifier les données · modifier les données |
| Bartrès                      | 65070      | 65100       | Argelès-Gazost      | Lourdes-1                          | CA Tarbes-Lourdes-Pyrénées       | 7,31             | 510 (2022)                        | 70                 | modifier les données · modifier les données |
| Batsère                      | 65071      | 65130       | Bagnères-de-Bigorre | La Vallée de l'Arros et des Baïses | CC du Plateau de Lannemezan      | 2,30             | 36 (2022)                         | 16                 | modifier les données · modifier les données |
| Bazet                        | 65072      | 65460       | Tarbes              | Bordères-sur-l'Échez               | CA Tarbes-Lourdes-Pyrénées       | 2,84             | 1 877 (2022)                      | 661                | modifier les données · modifier les données |
| Bazillac                     | 65073      | 65140       | Tarbes              | Val d'Adour-Rustan-Madiranais      | CC Adour Madiran                 | 10,28            | 369 (2022)                        | 36                 | modifier les données · modifier les données |
| Bazordan                     | 65074      | 65670       | Tarbes              | Les Coteaux                        | CC du Pays de Trie et du Magnoac | 9,22             | 109 (2022)                        | 12                 | modifier les données · modifier les données |
| Bazus-Aure                   | 65075      | 65170       | Bagnères-de-Bigorre | Neste, Aure et Louron              | CC Aure Louron                   | 1,95             | 144 (2022)                        | 74                 | modifier les données · modifier les données |
| Bazus-Neste                  | 65076      | 65250       | Bagnères-de-Bigorre | Neste, Aure et Louron              | CC du Plateau de Lannemezan      | 2,49             | 46 (2022)                         | 18                 | modifier les données · modifier les données |
| Beaucens                     | 65077      | 65400       | Argelès-Gazost      | La Vallée des Gaves                | CC Pyrénées Vallées des Gaves    | 36,82            | 417 (2022)                        | 11                 | modifier les données · modifier les données |
| Beaudéan                     | 65078      | 65710       | Bagnères-de-Bigorre | La Haute-Bigorre                   | CC de la Haute-Bigorre           | 16,70            | 392 (2022)                        | 23                 | modifier les données · modifier les données |
| Bégole                       | 65079      | 65190       | Tarbes              | La Vallée de l'Arros et des Baïses | CC des Coteaux du Val d'Arros    | 10,24            | 191 (2022)                        | 19                 | modifier les données · modifier les données |
| Bénac                        | 65080      | 65380       | Tarbes              | Ossun                              | CA Tarbes-Lourdes-Pyrénées       | 7,93             | 530 (2022)                        | 67                 | modifier les données · modifier les données |
| Benqué-Molère                | 65081      | 65130       | Bagnères-de-Bigorre | La Vallée de l'Arros et des Baïses | CC du Plateau de Lannemezan      | 3,79             | 137 (2022)                        | 36                 | modifier les données · modifier les données |
| Berbérust-Lias               | 65082      | 65100       | Argelès-Gazost      | Lourdes-2                          | CA Tarbes-Lourdes-Pyrénées       | 5,73             | 44 (2022)                         | 7,7                | modifier les données · modifier les données |
| Bernac-Debat                 | 65083      | 65360       | Tarbes              | Moyen Adour                        | CA Tarbes-Lourdes-Pyrénées       | 3,90             | 739 (2022)                        | 189                | modifier les données · modifier les données |
| Bernac-Dessus                | 65084      | 65360       | Tarbes              | Moyen Adour                        | CA Tarbes-Lourdes-Pyrénées       | 4,60             | 283 (2022)                        | 62                 | modifier les données · modifier les données |
| Bernadets-Debat              | 65085      | 65220       | Tarbes              | Les Coteaux                        | CC du Pays de Trie et du Magnoac | 8,77             | 99 (2022)                         | 11                 | modifier les données · modifier les données |
| Bernadets-Dessus             | 65086      | 65190       | Tarbes              | La Vallée de l'Arros et des Baïses | CC des Coteaux du Val d'Arros    | 7,86             | 147 (2022)                        | 19                 | modifier les données · modifier les données |
| Bertren                      | 65087      | 65370       | Bagnères-de-Bigorre | La Vallée de la Barousse           | CC Neste Barousse                | 2,66             | 155 (2022)                        | 58                 | modifier les données · modifier les données |
| Betbèze                      | 65088      | 65230       | Tarbes              | Les Coteaux                        | CC du Pays de Trie et du Magnoac | 3,45             | 46 (2022)                         | 13                 | modifier les données · modifier les données |
| Betpouey                     | 65089      | 65120       | Argelès-Gazost      | La Vallée des Gaves                | CC Pyrénées Vallées des Gaves    | 16,20            | 80 (2022)                         | 4,9                | modifier les données · modifier les données |
| Betpouy                      | 65090      | 65230       | Tarbes              | Les Coteaux                        | CC du Pays de Trie et du Magnoac | 4,15             | 74 (2022)                         | 18                 | modifier les données · modifier les données |
| Bettes                       | 65091      | 65130       | Bagnères-de-Bigorre | La Vallée de l'Arros et des Baïses | CC de la Haute-Bigorre           | 3,38             | 60 (2022)                         | 18                 | modifier les données · modifier les données |
| Beyrède-Jumet-Camous         | 65092      | 65410       | Bagnères-de-Bigorre | Neste, Aure et Louron              | CC Aure Louron                   | 19,19            | 210 (2022)                        | 11                 | modifier les données · modifier les données |
| Bize                         | 65093      | 65150       | Bagnères-de-Bigorre | La Vallée de la Barousse           | CC Neste Barousse                | 12,96            | 208 (2022)                        | 16                 | modifier les données · modifier les données |
| Bizous                       | 65094      | 65150       | Bagnères-de-Bigorre | La Vallée de la Barousse           | CC Neste Barousse                | 3,18             | 128 (2022)                        | 40                 | modifier les données · modifier les données |
| Bonnefont                    | 65095      | 65220       | Tarbes              | Les Coteaux                        | CC du Pays de Trie et du Magnoac | 15,37            | 319 (2022)                        | 21                 | modifier les données · modifier les données |
| Bonnemazon                   | 65096      | 65130       | Bagnères-de-Bigorre | La Vallée de l'Arros et des Baïses | CC du Plateau de Lannemezan      | 5,00             | 71 (2022)                         | 14                 | modifier les données · modifier les données |
| Bonrepos                     | 65097      | 65330       | Bagnères-de-Bigorre | La Vallée de l'Arros et des Baïses | CC du Plateau de Lannemezan      | 8,80             | 193 (2022)                        | 22                 | modifier les données · modifier les données |
| Boô-Silhen                   | 65098      | 65400       | Argelès-Gazost      | La Vallée des Gaves                | CC Pyrénées Vallées des Gaves    | 3,12             | 319 (2022)                        | 102                | modifier les données · modifier les données |
| Bordères-Louron              | 65099      | 65590       | Bagnères-de-Bigorre | Neste, Aure et Louron              | CC Aure Louron                   | 17,41            | 143 (2022)                        | 8,2                | modifier les données · modifier les données |
| Bordères-sur-l'Échez         | 65100      | 65320       | Tarbes              | Bordères-sur-l'Échez               | CA Tarbes-Lourdes-Pyrénées       | 15,95            | 5 394 (2022)                      | 338                | modifier les données · modifier les données |
| Bordes                       | 65101      | 65190       | Tarbes              | La Vallée de l'Arros et des Baïses | CC des Coteaux du Val d'Arros    | 11,22            | 753 (2022)                        | 67                 | modifier les données · modifier les données |
| Bouilh-Devant                | 65102      | 65140       | Tarbes              | Val d'Adour-Rustan-Madiranais      | CC Adour Madiran                 | 2,99             | 22 (2022)                         | 7,4                | modifier les données · modifier les données |
| Bouilh-Péreuilh              | 65103      | 65350       | Tarbes              | Les Coteaux                        | CC des Coteaux du Val d'Arros    | 7,85             | 121 (2022)                        | 15                 | modifier les données · modifier les données |
| Boulin                       | 65104      | 65350       | Tarbes              | Les Coteaux                        | CC des Coteaux du Val d'Arros    | 2,52             | 300 (2022)                        | 119                | modifier les données · modifier les données |
| Bourg-de-Bigorre             | 65105      | 65130       | Bagnères-de-Bigorre | La Vallée de l'Arros et des Baïses | CC du Plateau de Lannemezan      | 7,92             | 196 (2022)                        | 25                 | modifier les données · modifier les données |
| Bourisp                      | 65106      | 65170       | Bagnères-de-Bigorre | Neste, Aure et Louron              | CC Aure Louron                   | 1,90             | 190 (2022)                        | 100                | modifier les données · modifier les données |
| Bourréac                     | 65107      | 65100       | Argelès-Gazost      | Lourdes-2                          | CA Tarbes-Lourdes-Pyrénées       | 1,26             | 118 (2022)                        | 94                 | modifier les données · modifier les données |
| Bours                        | 65108      | 65460       | Tarbes              | Bordères-sur-l'Échez               | CA Tarbes-Lourdes-Pyrénées       | 4,68             | 889 (2022)                        | 190                | modifier les données · modifier les données |
| Bramevaque                   | 65109      | 65370       | Bagnères-de-Bigorre | La Vallée de la Barousse           | CC Neste Barousse                | 3,77             | 30 (2022)                         | 8,0                | modifier les données · modifier les données |
| Bugard                       | 65110      | 65220       | Tarbes              | Les Coteaux                        | CC du Pays de Trie et du Magnoac | 5,32             | 97 (2022)                         | 18                 | modifier les données · modifier les données |
| Bulan                        | 65111      | 65130       | Bagnères-de-Bigorre | La Vallée de l'Arros et des Baïses | CC du Plateau de Lannemezan      | 3,41             | 59 (2022)                         | 17                 | modifier les données · modifier les données |
| Bun                          | 65112      | 65400       | Argelès-Gazost      | La Vallée des Gaves                | CC Pyrénées Vallées des Gaves    | 2,80             | 153 (2022)                        | 55                 | modifier les données · modifier les données |
| Burg                         | 65113      | 65190       | Tarbes              | La Vallée de l'Arros et des Baïses | CC des Coteaux du Val d'Arros    | 12,56            | 278 (2022)                        | 22                 | modifier les données · modifier les données |
| Buzon                        | 65114      | 65140       | Tarbes              | Val d'Adour-Rustan-Madiranais      | CC Adour Madiran                 | 4,40             | 81 (2022)                         | 18                 | modifier les données · modifier les données |
| Cabanac                      | 65115      | 65350       | Tarbes              | Les Coteaux                        | CC des Coteaux du Val d'Arros    | 5,56             | 304 (2022)                        | 55                 | modifier les données · modifier les données |
| Cadéac                       | 65116      | 65240       | Bagnères-de-Bigorre | Neste, Aure et Louron              | CC Aure Louron                   | 6,15             | 304 (2022)                        | 49                 | modifier les données · modifier les données |
| Cadeilhan-Trachère           | 65117      | 65170       | Bagnères-de-Bigorre | Neste, Aure et Louron              | CC Aure Louron                   | 4,86             | 45 (2022)                         | 9,3                | modifier les données · modifier les données |
| Caharet                      | 65118      | 65190       | Tarbes              | La Vallée de l'Arros et des Baïses | CC des Coteaux du Val d'Arros    | 1,23             | 30 (2022)                         | 24                 | modifier les données · modifier les données |
| Caixon                       | 65119      | 65500       | Tarbes              | Vic-en-Bigorre                     | CC Adour Madiran                 | 8,55             | 346 (2022)                        | 40                 | modifier les données · modifier les données |
| Calavanté                    | 65120      | 65190       | Tarbes              | La Vallée de l'Arros et des Baïses | CC des Coteaux du Val d'Arros    | 2,06             | 332 (2022)                        | 161                | modifier les données · modifier les données |
| Camalès                      | 65121      | 65500       | Tarbes              | Vic-en-Bigorre                     | CC Adour Madiran                 | 4,67             | 377 (2022)                        | 81                 | modifier les données · modifier les données |
| Campan                       | 65123      | 65710       | Bagnères-de-Bigorre | La Haute-Bigorre                   | CC de la Haute-Bigorre           | 95,41            | 1 264 (2022)                      | 13                 | modifier les données · modifier les données |
| Camparan                     | 65124      | 65170       | Bagnères-de-Bigorre | Neste, Aure et Louron              | CC Aure Louron                   | 2,35             | 51 (2022)                         | 22                 | modifier les données · modifier les données |
| Campistrous                  | 65125      | 65300       | Bagnères-de-Bigorre | La Vallée de la Barousse           | CC du Plateau de Lannemezan      | 10,12            | 314 (2022)                        | 31                 | modifier les données · modifier les données |
| Campuzan                     | 65126      | 65230       | Tarbes              | Les Coteaux                        | CC du Pays de Trie et du Magnoac | 6,62             | 144 (2022)                        | 22                 | modifier les données · modifier les données |
| Cantaous                     | 65482      | 65150       | Bagnères-de-Bigorre | La Vallée de la Barousse           | CC Neste Barousse                | 5,68             | 433 (2022)                        | 76                 | modifier les données · modifier les données |
| Capvern                      | 65127      | 65130       | Bagnères-de-Bigorre | Neste, Aure et Louron              | CC du Plateau de Lannemezan      | 21,84            | 1 286 (2022)                      | 59                 | modifier les données · modifier les données |
| Castelbajac                  | 65128      | 65330       | Bagnères-de-Bigorre | La Vallée de l'Arros et des Baïses | CC du Plateau de Lannemezan      | 8,20             | 137 (2022)                        | 17                 | modifier les données · modifier les données |
| Castelnau-Magnoac            | 65129      | 65230       | Tarbes              | Les Coteaux                        | CC du Pays de Trie et du Magnoac | 12,56            | 765 (2022)                        | 61                 | modifier les données · modifier les données |
| Castelnau-Rivière-Basse      | 65130      | 65700       | Tarbes              | Val d'Adour-Rustan-Madiranais      | CC Adour Madiran                 | 18,50            | 648 (2022)                        | 35                 | modifier les données · modifier les données |
| Castelvieilh                 | 65131      | 65350       | Tarbes              | Les Coteaux                        | CC des Coteaux du Val d'Arros    | 5,31             | 243 (2022)                        | 46                 | modifier les données · modifier les données |
| Castéra-Lanusse              | 65132      | 65190       | Tarbes              | La Vallée de l'Arros et des Baïses | CC des Coteaux du Val d'Arros    | 0,86             | 45 (2022)                         | 52                 | modifier les données · modifier les données |
| Castéra-Lou                  | 65133      | 65350       | Tarbes              | Les Coteaux                        | CC des Coteaux du Val d'Arros    | 4,82             | 225 (2022)                        | 47                 | modifier les données · modifier les données |
| Casterets                    | 65134      | 65230       | Tarbes              | Les Coteaux                        | CC du Pays de Trie et du Magnoac | 1,86             | 17 (2022)                         | 9,1                | modifier les données · modifier les données |
| Castillon                    | 65135      | 65130       | Bagnères-de-Bigorre | La Vallée de l'Arros et des Baïses | CC du Plateau de Lannemezan      | 3,32             | 76 (2022)                         | 23                 | modifier les données · modifier les données |
| Caubous                      | 65136      | 65230       | Tarbes              | Les Coteaux                        | CC du Pays de Trie et du Magnoac | 3,77             | 30 (2022)                         | 8,0                | modifier les données · modifier les données |
| Caussade-Rivière             | 65137      | 65700       | Tarbes              | Val d'Adour-Rustan-Madiranais      | CC Adour Madiran                 | 6,16             | 98 (2022)                         | 16                 | modifier les données · modifier les données |
| Cauterets                    | 65138      | 65110       | Argelès-Gazost      | La Vallée des Gaves                | CC Pyrénées Vallées des Gaves    | 156,84           | 859 (2022)                        | 5,5                | modifier les données · modifier les données |
| Cazarilh                     | 65139      | 65370       | Bagnères-de-Bigorre | La Vallée de la Barousse           | CC Neste Barousse                | 3,06             | 58 (2022)                         | 19                 | modifier les données · modifier les données |
| Cazaux-Debat                 | 65140      | 65590       | Bagnères-de-Bigorre | Neste, Aure et Louron              | CC Aure Louron                   | 1,48             | 33 (2022)                         | 22                 | modifier les données · modifier les données |
| Cazaux-Fréchet-Anéran-Camors | 65141      | 65240       | Bagnères-de-Bigorre | Neste, Aure et Louron              | CC Aure Louron                   | 12,35            | 65 (2022)                         | 5,3                | modifier les données · modifier les données |
| Chelle-Debat                 | 65142      | 65350       | Tarbes              | Les Coteaux                        | CC des Coteaux du Val d'Arros    | 8,69             | 215 (2022)                        | 25                 | modifier les données · modifier les données |
| Chelle-Spou                  | 65143      | 65130       | Bagnères-de-Bigorre | La Vallée de l'Arros et des Baïses | CC du Plateau de Lannemezan      | 4,58             | 107 (2022)                        | 23                 | modifier les données · modifier les données |
| Cheust                       | 65144      | 65100       | Argelès-Gazost      | Lourdes-2                          | CA Tarbes-Lourdes-Pyrénées       | 3,06             | 86 (2022)                         | 28                 | modifier les données · modifier les données |
| Chèze                        | 65145      | 65120       | Argelès-Gazost      | La Vallée des Gaves                | CC Pyrénées Vallées des Gaves    | 10,07            | 49 (2022)                         | 4,9                | modifier les données · modifier les données |
| Chis                         | 65146      | 65800       | Tarbes              | Bordères-sur-l'Échez               | CA Tarbes-Lourdes-Pyrénées       | 3,74             | 302 (2022)                        | 81                 | modifier les données · modifier les données |
| Cieutat                      | 65147      | 65200       | Bagnères-de-Bigorre | La Vallée de l'Arros et des Baïses | CC de la Haute-Bigorre           | 18,78            | 606 (2022)                        | 32                 | modifier les données · modifier les données |
| Cizos                        | 65148      | 65230       | Tarbes              | Les Coteaux                        | CC du Pays de Trie et du Magnoac | 7,61             | 136 (2022)                        | 18                 | modifier les données · modifier les données |
| Clarac                       | 65149      | 65190       | Tarbes              | La Vallée de l'Arros et des Baïses | CC des Coteaux du Val d'Arros    | 6,36             | 162 (2022)                        | 25                 | modifier les données · modifier les données |
| Clarens                      | 65150      | 65300       | Bagnères-de-Bigorre | La Vallée de la Barousse           | CC du Plateau de Lannemezan      | 11,30            | 502 (2022)                        | 44                 | modifier les données · modifier les données |
| Collongues                   | 65151      | 65350       | Tarbes              | Les Coteaux                        | CC des Coteaux du Val d'Arros    | 2,14             | 152 (2022)                        | 71                 | modifier les données · modifier les données |
| Coussan                      | 65153      | 65350       | Tarbes              | Les Coteaux                        | CC des Coteaux du Val d'Arros    | 3,12             | 110 (2022)                        | 35                 | modifier les données · modifier les données |
| Créchets                     | 65154      | 65370       | Bagnères-de-Bigorre | La Vallée de la Barousse           | CC Neste Barousse                | 0,97             | 46 (2022)                         | 47                 | modifier les données · modifier les données |
| Devèze                       | 65155      | 65230       | Tarbes              | Les Coteaux                        | CC du Pays de Trie et du Magnoac | 5,05             | 50 (2022)                         | 9,9                | modifier les données · modifier les données |
| Dours                        | 65156      | 65350       | Tarbes              | Les Coteaux                        | CC des Coteaux du Val d'Arros    | 4,99             | 219 (2022)                        | 44                 | modifier les données · modifier les données |
| Ens                          | 65157      | 65170       | Bagnères-de-Bigorre | Neste, Aure et Louron              | CC Aure Louron                   | 3,49             | 25 (2022)                         | 7,2                | modifier les données · modifier les données |
| Esbareich                    | 65158      | 65370       | Bagnères-de-Bigorre | La Vallée de la Barousse           | CC Neste Barousse                | 8,68             | 79 (2022)                         | 9,1                | modifier les données · modifier les données |
| Escala                       | 65159      | 65250       | Bagnères-de-Bigorre | Neste, Aure et Louron              | CC du Plateau de Lannemezan      | 3,88             | 351 (2022)                        | 90                 | modifier les données · modifier les données |
| Escaunets                    | 65160      | 65500       | Tarbes              | Vic-en-Bigorre                     | CC Adour Madiran                 | 6,24             | 117 (2022)                        | 19                 | modifier les données · modifier les données |
| Escondeaux                   | 65161      | 65140       | Tarbes              | Val d'Adour-Rustan-Madiranais      | CC Adour Madiran                 | 3,79             | 281 (2022)                        | 74                 | modifier les données · modifier les données |
| Esconnets                    | 65162      | 65130       | Bagnères-de-Bigorre | La Vallée de l'Arros et des Baïses | CC du Plateau de Lannemezan      | 2,31             | 34 (2022)                         | 15                 | modifier les données · modifier les données |
| Escots                       | 65163      | 65130       | Bagnères-de-Bigorre | La Vallée de l'Arros et des Baïses | CC du Plateau de Lannemezan      | 4,06             | 44 (2022)                         | 11                 | modifier les données · modifier les données |
| Escoubès-Pouts               | 65164      | 65100       | Argelès-Gazost      | Lourdes-2                          | CA Tarbes-Lourdes-Pyrénées       | 2,77             | 94 (2022)                         | 34                 | modifier les données · modifier les données |
| Esparros                     | 65165      | 65130       | Bagnères-de-Bigorre | Neste, Aure et Louron              | CC du Plateau de Lannemezan      | 32,56            | 166 (2022)                        | 5,1                | modifier les données · modifier les données |
| Espèche                      | 65166      | 65130       | Bagnères-de-Bigorre | La Vallée de l'Arros et des Baïses | CC du Plateau de Lannemezan      | 2,67             | 42 (2022)                         | 16                 | modifier les données · modifier les données |
| Espieilh                     | 65167      | 65130       | Bagnères-de-Bigorre | La Vallée de l'Arros et des Baïses | CC du Plateau de Lannemezan      | 2,12             | 25 (2022)                         | 12                 | modifier les données · modifier les données |
| Esquièze-Sère                | 65168      | 65120       | Argelès-Gazost      | La Vallée des Gaves                | CC Pyrénées Vallées des Gaves    | 1,52             | 417 (2022)                        | 274                | modifier les données · modifier les données |
| Estaing                      | 65169      | 65400       | Argelès-Gazost      | La Vallée des Gaves                | CC Pyrénées Vallées des Gaves    | 71,53            | 94 (2022)                         | 1,3                | modifier les données · modifier les données |
| Estampures                   | 65170      | 65220       | Tarbes              | Les Coteaux                        | CC du Pays de Trie et du Magnoac | 5,56             | 74 (2022)                         | 13                 | modifier les données · modifier les données |
| Estarvielle                  | 65171      | 65240       | Bagnères-de-Bigorre | Neste, Aure et Louron              | CC Aure Louron                   | 0,82             | 34 (2022)                         | 41                 | modifier les données · modifier les données |
| Estensan                     | 65172      | 65170       | Bagnères-de-Bigorre | Neste, Aure et Louron              | CC Aure Louron                   | 1,54             | 45 (2022)                         | 29                 | modifier les données · modifier les données |
| Esterre                      | 65173      | 65120       | Argelès-Gazost      | La Vallée des Gaves                | CC Pyrénées Vallées des Gaves    | 1,74             | 186 (2022)                        | 107                | modifier les données · modifier les données |
| Estirac                      | 65174      | 65700       | Tarbes              | Val d'Adour-Rustan-Madiranais      | CC Adour Madiran                 | 5,21             | 103 (2022)                        | 20                 | modifier les données · modifier les données |
| Ferrère                      | 65175      | 65370       | Bagnères-de-Bigorre | La Vallée de la Barousse           | CC Neste Barousse                | 57,56            | 38 (2022)                         | 0,66               | modifier les données · modifier les données |
| Ferrières                    | 65176      | 65560       | Argelès-Gazost      | La Vallée des Gaves                | CC du Pays de Nay                | 16,97            | 87 (2022)                         | 5,1                | modifier les données · modifier les données |
| Fontrailles                  | 65177      | 65220       | Tarbes              | Les Coteaux                        | CC du Pays de Trie et du Magnoac | 8,99             | 168 (2022)                        | 19                 | modifier les données · modifier les données |
| Fréchède                     | 65178      | 65220       | Tarbes              | Les Coteaux                        | CC du Pays de Trie et du Magnoac | 5,43             | 47 (2022)                         | 8,7                | modifier les données · modifier les données |
| Fréchendets                  | 65179      | 65130       | Bagnères-de-Bigorre | La Vallée de l'Arros et des Baïses | CC du Plateau de Lannemezan      | 2,02             | 31 (2022)                         | 15                 | modifier les données · modifier les données |
| Fréchet-Aure                 | 65180      | 65240       | Bagnères-de-Bigorre | Neste, Aure et Louron              | CC Aure Louron                   | 3,40             | 16 (2022)                         | 4,7                | modifier les données · modifier les données |
| Fréchou-Fréchet              | 65181      | 65190       | Tarbes              | La Vallée de l'Arros et des Baïses | CC des Coteaux du Val d'Arros    | 2,97             | 173 (2022)                        | 58                 | modifier les données · modifier les données |
| Gaillagos                    | 65182      | 65400       | Argelès-Gazost      | La Vallée des Gaves                | CC Pyrénées Vallées des Gaves    | 8,46             | 126 (2022)                        | 15                 | modifier les données · modifier les données |
| Galan                        | 65183      | 65330       | Bagnères-de-Bigorre | La Vallée de l'Arros et des Baïses | CC du Plateau de Lannemezan      | 14,05            | 698 (2022)                        | 50                 | modifier les données · modifier les données |
| Galez                        | 65184      | 65330       | Bagnères-de-Bigorre | La Vallée de l'Arros et des Baïses | CC du Plateau de Lannemezan      | 7,29             | 176 (2022)                        | 24                 | modifier les données · modifier les données |
| Gardères                     | 65185      | 65320       | Tarbes              | Ossun                              | CA Tarbes-Lourdes-Pyrénées       | 15,23            | 440 (2022)                        | 29                 | modifier les données · modifier les données |
| Gaudent                      | 65186      | 65370       | Bagnères-de-Bigorre | La Vallée de la Barousse           | CC Neste Barousse                | 1,57             | 38 (2022)                         | 24                 | modifier les données · modifier les données |
| Gaussan                      | 65187      | 65670       | Tarbes              | Les Coteaux                        | CC du Pays de Trie et du Magnoac | 7,72             | 94 (2022)                         | 12                 | modifier les données · modifier les données |
| Gavarnie-Gèdre               | 65192      | 65120       | Argelès-Gazost      | La Vallée des Gaves                | CC Pyrénées Vallées des Gaves    | 227,11           | 341 (2022)                        | 1,5                | modifier les données · modifier les données |
| Gayan                        | 65189      | 65320       | Tarbes              | Vic-en-Bigorre                     | CA Tarbes-Lourdes-Pyrénées       | 2,78             | 267 (2022)                        | 96                 | modifier les données · modifier les données |
| Gazave                       | 65190      | 65250       | Bagnères-de-Bigorre | Neste, Aure et Louron              | CC du Plateau de Lannemezan      | 7,17             | 70 (2022)                         | 9,8                | modifier les données · modifier les données |
| Gazost                       | 65191      | 65100       | Argelès-Gazost      | Lourdes-2                          | CA Tarbes-Lourdes-Pyrénées       | 40,60            | 129 (2022)                        | 3,2                | modifier les données · modifier les données |
| Gembrie                      | 65193      | 65370       | Bagnères-de-Bigorre | La Vallée de la Barousse           | CC Neste Barousse                | 1,00             | 91 (2022)                         | 91                 | modifier les données · modifier les données |
| Générest                     | 65194      | 65150       | Bagnères-de-Bigorre | La Vallée de la Barousse           | CC Neste Barousse                | 11,83            | 93 (2022)                         | 7,9                | modifier les données · modifier les données |
| Génos                        | 65195      | 65240       | Bagnères-de-Bigorre | Neste, Aure et Louron              | CC Aure Louron                   | 23,63            | 132 (2022)                        | 5,6                | modifier les données · modifier les données |
| Gensac                       | 65196      | 65140       | Tarbes              | Val d'Adour-Rustan-Madiranais      | CC Adour Madiran                 | 3,44             | 87 (2022)                         | 25                 | modifier les données · modifier les données |
| Ger                          | 65197      | 65100       | Argelès-Gazost      | Lourdes-2                          | CA Tarbes-Lourdes-Pyrénées       | 1,94             | 158 (2022)                        | 81                 | modifier les données · modifier les données |
| Gerde                        | 65198      | 65200       | Bagnères-de-Bigorre | La Haute-Bigorre                   | CC de la Haute-Bigorre           | 6,93             | 1 194 (2022)                      | 172                | modifier les données · modifier les données |
| Germ                         | 65199      | 65240       | Bagnères-de-Bigorre | Neste, Aure et Louron              | CC Aure Louron                   | 12,55            | 33 (2022)                         | 2,6                | modifier les données · modifier les données |
| Germs-sur-l'Oussouet         | 65200      | 65200       | Argelès-Gazost      | Lourdes-2                          | CA Tarbes-Lourdes-Pyrénées       | 12,96            | 101 (2022)                        | 7,8                | modifier les données · modifier les données |
| Geu                          | 65201      | 65100       | Argelès-Gazost      | Lourdes-2                          | CA Tarbes-Lourdes-Pyrénées       | 2,67             | 184 (2022)                        | 69                 | modifier les données · modifier les données |
| Gez                          | 65202      | 65400       | Argelès-Gazost      | La Vallée des Gaves                | CC Pyrénées Vallées des Gaves    | 3,89             | 328 (2022)                        | 84                 | modifier les données · modifier les données |
| Gez-ez-Angles                | 65203      | 65100       | Argelès-Gazost      | Lourdes-2                          | CA Tarbes-Lourdes-Pyrénées       | 2,37             | 23 (2022)                         | 9,7                | modifier les données · modifier les données |
| Gonez                        | 65204      | 65350       | Tarbes              | Les Coteaux                        | CC des Coteaux du Val d'Arros    | 1,08             | 29 (2022)                         | 27                 | modifier les données · modifier les données |
| Gouaux                       | 65205      | 65240       | Bagnères-de-Bigorre | Neste, Aure et Louron              | CC Aure Louron                   | 6,02             | 55 (2022)                         | 9,1                | modifier les données · modifier les données |
| Goudon                       | 65206      | 65190       | Tarbes              | La Vallée de l'Arros et des Baïses | CC des Coteaux du Val d'Arros    | 7,53             | 239 (2022)                        | 32                 | modifier les données · modifier les données |
| Gourgue                      | 65207      | 65130       | Bagnères-de-Bigorre | La Vallée de l'Arros et des Baïses | CC du Plateau de Lannemezan      | 1,53             | 60 (2022)                         | 39                 | modifier les données · modifier les données |
| Grailhen                     | 65208      | 65170       | Bagnères-de-Bigorre | Neste, Aure et Louron              | CC Aure Louron                   | 6,06             | 23 (2022)                         | 3,8                | modifier les données · modifier les données |
| Grézian                      | 65209      | 65240       | Bagnères-de-Bigorre | Neste, Aure et Louron              | CC Aure Louron                   | 1,98             | 82 (2022)                         | 41                 | modifier les données · modifier les données |
| Grust                        | 65210      | 65120       | Argelès-Gazost      | La Vallée des Gaves                | CC Pyrénées Vallées des Gaves    | 9,52             | 37 (2022)                         | 3,9                | modifier les données · modifier les données |
| Guchan                       | 65211      | 65170       | Bagnères-de-Bigorre | Neste, Aure et Louron              | CC Aure Louron                   | 2,59             | 149 (2022)                        | 58                 | modifier les données · modifier les données |
| Guchen                       | 65212      | 65240       | Bagnères-de-Bigorre | Neste, Aure et Louron              | CC Aure Louron                   | 5,55             | 313 (2022)                        | 56                 | modifier les données · modifier les données |
| Guizerix                     | 65213      | 65230       | Tarbes              | Les Coteaux                        | CC du Pays de Trie et du Magnoac | 7,20             | 116 (2022)                        | 16                 | modifier les données · modifier les données |
| Hachan                       | 65214      | 65230       | Tarbes              | Les Coteaux                        | CC du Pays de Trie et du Magnoac | 1,86             | 46 (2022)                         | 25                 | modifier les données · modifier les données |
| Hagedet                      | 65215      | 65700       | Tarbes              | Val d'Adour-Rustan-Madiranais      | CC Adour Madiran                 | 2,21             | 42 (2022)                         | 19                 | modifier les données · modifier les données |
| Hauban                       | 65216      | 65200       | Bagnères-de-Bigorre | La Vallée de l'Arros et des Baïses | CC de la Haute-Bigorre           | 2,14             | 96 (2022)                         | 45                 | modifier les données · modifier les données |
| Hautaget                     | 65217      | 65150       | Bagnères-de-Bigorre | La Vallée de la Barousse           | CC Neste Barousse                | 1,35             | 60 (2022)                         | 44                 | modifier les données · modifier les données |
| Hèches                       | 65218      | 65250       | Bagnères-de-Bigorre | Neste, Aure et Louron              | CC du Plateau de Lannemezan      | 35,44            | 589 (2022)                        | 17                 | modifier les données · modifier les données |
| Hères                        | 65219      | 65700       | Tarbes              | Val d'Adour-Rustan-Madiranais      | CC Adour Madiran                 | 5,89             | 101 (2022)                        | 17                 | modifier les données · modifier les données |
| Hibarette                    | 65220      | 65380       | Tarbes              | Ossun                              | CA Tarbes-Lourdes-Pyrénées       | 1,53             | 233 (2022)                        | 152                | modifier les données · modifier les données |
| Hiis                         | 65221      | 65200       | Bagnères-de-Bigorre | La Haute-Bigorre                   | CC de la Haute-Bigorre           | 3,03             | 265 (2022)                        | 87                 | modifier les données · modifier les données |
| Hitte                        | 65222      | 65190       | Tarbes              | La Vallée de l'Arros et des Baïses | CC de la Haute-Bigorre           | 2,91             | 137 (2022)                        | 47                 | modifier les données · modifier les données |
| Horgues                      | 65223      | 65310       | Tarbes              | Moyen Adour                        | CA Tarbes-Lourdes-Pyrénées       | 4,49             | 1 201 (2022)                      | 267                | modifier les données · modifier les données |
| Houeydets                    | 65224      | 65330       | Bagnères-de-Bigorre | La Vallée de l'Arros et des Baïses | CC du Plateau de Lannemezan      | 7,53             | 284 (2022)                        | 38                 | modifier les données · modifier les données |
| Hourc                        | 65225      | 65350       | Tarbes              | Les Coteaux                        | CC des Coteaux du Val d'Arros    | 2,00             | 109 (2022)                        | 55                 | modifier les données · modifier les données |
| Ibos                         | 65226      | 65420       | Tarbes              | Bordères-sur-l'Échez               | CA Tarbes-Lourdes-Pyrénées       | 32,88            | 2 921 (2022)                      | 89                 | modifier les données · modifier les données |
| Ilhet                        | 65228      | 65410       | Bagnères-de-Bigorre | Neste, Aure et Louron              | CC Aure Louron                   | 8,02             | 121 (2022)                        | 15                 | modifier les données · modifier les données |
| Ilheu                        | 65229      | 65370       | Bagnères-de-Bigorre | La Vallée de la Barousse           | CC Neste Barousse                | 2,01             | 53 (2022)                         | 26                 | modifier les données · modifier les données |
| Izaourt                      | 65230      | 65370       | Bagnères-de-Bigorre | La Vallée de la Barousse           | CC Neste Barousse                | 2,41             | 257 (2022)                        | 107                | modifier les données · modifier les données |
| Izaux                        | 65231      | 65250       | Bagnères-de-Bigorre | Neste, Aure et Louron              | CC du Plateau de Lannemezan      | 5,33             | 210 (2022)                        | 39                 | modifier les données · modifier les données |
| Jacque                       | 65232      | 65350       | Tarbes              | Les Coteaux                        | CC des Coteaux du Val d'Arros    | 1,87             | 67 (2022)                         | 36                 | modifier les données · modifier les données |
| Jarret                       | 65233      | 65100       | Argelès-Gazost      | Lourdes-2                          | CA Tarbes-Lourdes-Pyrénées       | 4,44             | 303 (2022)                        | 68                 | modifier les données · modifier les données |
| Jézeau                       | 65234      | 65240       | Bagnères-de-Bigorre | Neste, Aure et Louron              | CC Aure Louron                   | 12,20            | 104 (2022)                        | 8,5                | modifier les données · modifier les données |
| Juillan                      | 65235      | 65290       | Tarbes              | Ossun                              | CA Tarbes-Lourdes-Pyrénées       | 8,20             | 4 019 (2022)                      | 490                | modifier les données · modifier les données |
| Julos                        | 65236      | 65100       | Argelès-Gazost      | Lourdes-2                          | CA Tarbes-Lourdes-Pyrénées       | 5,86             | 457 (2022)                        | 78                 | modifier les données · modifier les données |
| Juncalas                     | 65237      | 65100       | Argelès-Gazost      | Lourdes-2                          | CA Tarbes-Lourdes-Pyrénées       | 3,51             | 167 (2022)                        | 48                 | modifier les données · modifier les données |
| Labassère                    | 65238      | 65200       | Bagnères-de-Bigorre | La Haute-Bigorre                   | CC de la Haute-Bigorre           | 10,09            | 231 (2022)                        | 23                 | modifier les données · modifier les données |
| Labastide                    | 65239      | 65130       | Bagnères-de-Bigorre | Neste, Aure et Louron              | CC du Plateau de Lannemezan      | 5,58             | 148 (2022)                        | 27                 | modifier les données · modifier les données |
| Labatut-Rivière              | 65240      | 65700       | Tarbes              | Val d'Adour-Rustan-Madiranais      | CC Adour Madiran                 | 12,71            | 386 (2022)                        | 30                 | modifier les données · modifier les données |
| Laborde                      | 65241      | 65130       | Bagnères-de-Bigorre | Neste, Aure et Louron              | CC du Plateau de Lannemezan      | 1,82             | 84 (2022)                         | 46                 | modifier les données · modifier les données |
| Lacassagne                   | 65242      | 65140       | Tarbes              | Val d'Adour-Rustan-Madiranais      | CC Adour Madiran                 | 6,65             | 247 (2022)                        | 37                 | modifier les données · modifier les données |
| Lafitole                     | 65243      | 65700       | Tarbes              | Val d'Adour-Rustan-Madiranais      | CC Adour Madiran                 | 8,69             | 439 (2022)                        | 51                 | modifier les données · modifier les données |
| Lagarde                      | 65244      | 65320       | Tarbes              | Vic-en-Bigorre                     | CA Tarbes-Lourdes-Pyrénées       | 4,91             | 530 (2022)                        | 108                | modifier les données · modifier les données |
| Lagrange                     | 65245      | 65300       | Bagnères-de-Bigorre | La Vallée de la Barousse           | CC du Plateau de Lannemezan      | 3,58             | 255 (2022)                        | 71                 | modifier les données · modifier les données |
| Lahitte-Toupière             | 65248      | 65700       | Tarbes              | Val d'Adour-Rustan-Madiranais      | CC Adour Madiran                 | 5,60             | 262 (2022)                        | 47                 | modifier les données · modifier les données |
| Lalanne                      | 65249      | 65230       | Tarbes              | Les Coteaux                        | CC du Pays de Trie et du Magnoac | 6,56             | 100 (2022)                        | 15                 | modifier les données · modifier les données |
| Lalanne-Trie                 | 65250      | 65220       | Tarbes              | Les Coteaux                        | CC du Pays de Trie et du Magnoac | 4,92             | 118 (2022)                        | 24                 | modifier les données · modifier les données |
| Laloubère                    | 65251      | 65310       | Tarbes              | Moyen Adour                        | CA Tarbes-Lourdes-Pyrénées       | 4,05             | 1 858 (2022)                      | 459                | modifier les données · modifier les données |
| Lamarque-Pontacq             | 65252      | 65380       | Tarbes              | Ossun                              | CA Tarbes-Lourdes-Pyrénées       | 10,85            | 867 (2022)                        | 80                 | modifier les données · modifier les données |
| Lamarque-Rustaing            | 65253      | 65220       | Tarbes              | Les Coteaux                        | CC du Pays de Trie et du Magnoac | 2,79             | 54 (2022)                         | 19                 | modifier les données · modifier les données |
| Laméac                       | 65254      | 65140       | Tarbes              | Val d'Adour-Rustan-Madiranais      | CC Adour Madiran                 | 5,32             | 150 (2022)                        | 28                 | modifier les données · modifier les données |
| Lançon                       | 65255      | 65240       | Bagnères-de-Bigorre | Neste, Aure et Louron              | CC Aure Louron                   | 2,80             | 30 (2022)                         | 11                 | modifier les données · modifier les données |
| Lanespède                    | 65256      | 65190       | Tarbes              | La Vallée de l'Arros et des Baïses | CC des Coteaux du Val d'Arros    | 4,47             | 144 (2022)                        | 32                 | modifier les données · modifier les données |
| Lanne                        | 65257      | 65380       | Tarbes              | Ossun                              | CA Tarbes-Lourdes-Pyrénées       | 5,75             | 604 (2022)                        | 105                | modifier les données · modifier les données |
| Lannemezan                   | 65258      | 65300       | Bagnères-de-Bigorre | La Vallée de la Barousse           | CC du Plateau de Lannemezan      | 19,03            | 5 810 (2022)                      | 305                | modifier les données · modifier les données |
| Lansac                       | 65259      | 65350       | Tarbes              | Les Coteaux                        | CC des Coteaux du Val d'Arros    | 3,87             | 181 (2022)                        | 47                 | modifier les données · modifier les données |
| Lapeyre                      | 65260      | 65220       | Tarbes              | Les Coteaux                        | CC du Pays de Trie et du Magnoac | 3,57             | 91 (2022)                         | 25                 | modifier les données · modifier les données |
| Laran                        | 65261      | 65670       | Tarbes              | Les Coteaux                        | CC du Pays de Trie et du Magnoac | 3,44             | 46 (2022)                         | 13                 | modifier les données · modifier les données |
| Larreule                     | 65262      | 65700       | Tarbes              | Val d'Adour-Rustan-Madiranais      | CC Adour Madiran                 | 10,14            | 382 (2022)                        | 38                 | modifier les données · modifier les données |
| Larroque                     | 65263      | 65230       | Tarbes              | Les Coteaux                        | CC du Pays de Trie et du Magnoac | 6,89             | 98 (2022)                         | 14                 | modifier les données · modifier les données |
| Lascazères                   | 65264      | 65700       | Tarbes              | Val d'Adour-Rustan-Madiranais      | CC Adour Madiran                 | 9,21             | 312 (2022)                        | 34                 | modifier les données · modifier les données |
| Laslades                     | 65265      | 65350       | Tarbes              | Les Coteaux                        | CC des Coteaux du Val d'Arros    | 5,26             | 343 (2022)                        | 65                 | modifier les données · modifier les données |
| Lassales                     | 65266      | 65670       | Tarbes              | Les Coteaux                        | CC du Pays de Trie et du Magnoac | 2,52             | 37 (2022)                         | 15                 | modifier les données · modifier les données |
| Lau-Balagnas                 | 65267      | 65400       | Argelès-Gazost      | La Vallée des Gaves                | CC Pyrénées Vallées des Gaves    | 2,90             | 508 (2022)                        | 175                | modifier les données · modifier les données |
| Layrisse                     | 65268      | 65380       | Tarbes              | Ossun                              | CA Tarbes-Lourdes-Pyrénées       | 3,33             | 245 (2022)                        | 74                 | modifier les données · modifier les données |
| Lescurry                     | 65269      | 65140       | Tarbes              | Val d'Adour-Rustan-Madiranais      | CC Adour Madiran                 | 5,02             | 162 (2022)                        | 32                 | modifier les données · modifier les données |
| Lespouey                     | 65270      | 65190       | Tarbes              | La Vallée de l'Arros et des Baïses | CC des Coteaux du Val d'Arros    | 2,96             | 207 (2022)                        | 70                 | modifier les données · modifier les données |
| Lézignan                     | 65271      | 65100       | Argelès-Gazost      | Lourdes-2                          | CA Tarbes-Lourdes-Pyrénées       | 2,56             | 358 (2022)                        | 140                | modifier les données · modifier les données |
| Lhez                         | 65272      | 65190       | Tarbes              | La Vallée de l'Arros et des Baïses | CC des Coteaux du Val d'Arros    | 0,88             | 76 (2022)                         | 86                 | modifier les données · modifier les données |
| Liac                         | 65273      | 65140       | Tarbes              | Val d'Adour-Rustan-Madiranais      | CC Adour Madiran                 | 4,17             | 199 (2022)                        | 48                 | modifier les données · modifier les données |
| Libaros                      | 65274      | 65330       | Bagnères-de-Bigorre | La Vallée de l'Arros et des Baïses | CC du Plateau de Lannemezan      | 9,08             | 136 (2022)                        | 15                 | modifier les données · modifier les données |
| Lies                         | 65275      | 65200       | Bagnères-de-Bigorre | La Vallée de l'Arros et des Baïses | CC de la Haute-Bigorre           | 3,66             | 74 (2022)                         | 20                 | modifier les données · modifier les données |
| Lizos                        | 65276      | 65350       | Tarbes              | Les Coteaux                        | CC des Coteaux du Val d'Arros    | 1,73             | 112 (2022)                        | 65                 | modifier les données · modifier les données |
| Lombrès                      | 65277      | 65150       | Bagnères-de-Bigorre | La Vallée de la Barousse           | CC Neste Barousse                | 1,42             | 90 (2022)                         | 63                 | modifier les données · modifier les données |
| Lomné                        | 65278      | 65130       | Bagnères-de-Bigorre | La Vallée de l'Arros et des Baïses | CC du Plateau de Lannemezan      | 2,94             | 36 (2022)                         | 12                 | modifier les données · modifier les données |
| Lortet                       | 65279      | 65250       | Bagnères-de-Bigorre | Neste, Aure et Louron              | CC du Plateau de Lannemezan      | 3,63             | 210 (2022)                        | 58                 | modifier les données · modifier les données |
| Loubajac                     | 65280      | 65100       | Argelès-Gazost      | Lourdes-1                          | CA Tarbes-Lourdes-Pyrénées       | 6,55             | 435 (2022)                        | 66                 | modifier les données · modifier les données |
| Loucrup                      | 65281      | 65200       | Tarbes              | Ossun                              | CA Tarbes-Lourdes-Pyrénées       | 3,62             | 256 (2022)                        | 71                 | modifier les données · modifier les données |
| Loudenvielle                 | 65282      | 65240 65510 | Bagnères-de-Bigorre | Neste, Aure et Louron              | CC Aure Louron                   | 43,36            | 348 (2022)                        | 8,0                | modifier les données · modifier les données |
| Loudervielle                 | 65283      | 65240       | Bagnères-de-Bigorre | Neste, Aure et Louron              | CC Aure Louron                   | 5,39             | 49 (2022)                         | 9,1                | modifier les données · modifier les données |
| Louey                        | 65284      | 65290       | Tarbes              | Ossun                              | CA Tarbes-Lourdes-Pyrénées       | 6,06             | 1 106 (2022)                      | 183                | modifier les données · modifier les données |
| Louit                        | 65285      | 65350       | Tarbes              | Les Coteaux                        | CC des Coteaux du Val d'Arros    | 5,04             | 198 (2022)                        | 39                 | modifier les données · modifier les données |
| Lourdes                      | 65286      | 65100       | Argelès-Gazost      | Lourdes-1 Lourdes-2                | CA Tarbes-Lourdes-Pyrénées       | 36,94            | 13 266 (2022)                     | 359                | modifier les données · modifier les données |
| Loures-Barousse              | 65287      | 65370       | Bagnères-de-Bigorre | La Vallée de la Barousse           | CC Neste Barousse                | 2,16             | 653 (2022)                        | 302                | modifier les données · modifier les données |
| Lubret-Saint-Luc             | 65288      | 65220       | Tarbes              | Les Coteaux                        | CC du Pays de Trie et du Magnoac | 5,61             | 61 (2022)                         | 11                 | modifier les données · modifier les données |
| Luby-Betmont                 | 65289      | 65220       | Tarbes              | Les Coteaux                        | CC du Pays de Trie et du Magnoac | 7,16             | 105 (2022)                        | 15                 | modifier les données · modifier les données |
| Luc                          | 65290      | 65190       | Tarbes              | La Vallée de l'Arros et des Baïses | CC des Coteaux du Val d'Arros    | 4,93             | 175 (2022)                        | 35                 | modifier les données · modifier les données |
| Lugagnan                     | 65291      | 65100       | Argelès-Gazost      | Lourdes-2                          | CA Tarbes-Lourdes-Pyrénées       | 0,75             | 163 (2022)                        | 217                | modifier les données · modifier les données |
| Luquet                       | 65292      | 65320       | Tarbes              | Ossun                              | CA Tarbes-Lourdes-Pyrénées       | 8,17             | 422 (2022)                        | 52                 | modifier les données · modifier les données |
| Lustar                       | 65293      | 65220       | Tarbes              | Les Coteaux                        | CC du Pays de Trie et du Magnoac | 4,91             | 97 (2022)                         | 20                 | modifier les données · modifier les données |
| Lutilhous                    | 65294      | 65300       | Bagnères-de-Bigorre | La Vallée de l'Arros et des Baïses | CC du Plateau de Lannemezan      | 3,85             | 214 (2022)                        | 56                 | modifier les données · modifier les données |
| Luz-Saint-Sauveur            | 65295      | 65120       | Argelès-Gazost      | La Vallée des Gaves                | CC Pyrénées Vallées des Gaves    | 50,38            | 914 (2022)                        | 18                 | modifier les données · modifier les données |
| Madiran                      | 65296      | 65700       | Tarbes              | Val d'Adour-Rustan-Madiranais      | CC Adour Madiran                 | 15,02            | 424 (2022)                        | 28                 | modifier les données · modifier les données |
| Mansan                       | 65297      | 65140       | Tarbes              | Val d'Adour-Rustan-Madiranais      | CC Adour Madiran                 | 2,08             | 40 (2022)                         | 19                 | modifier les données · modifier les données |
| Marquerie                    | 65298      | 65350       | Tarbes              | Les Coteaux                        | CC des Coteaux du Val d'Arros    | 3,46             | 86 (2022)                         | 25                 | modifier les données · modifier les données |
| Marsac                       | 65299      | 65500       | Tarbes              | Vic-en-Bigorre                     | CC Adour Madiran                 | 1,55             | 230 (2022)                        | 148                | modifier les données · modifier les données |
| Marsas                       | 65300      | 65200       | Bagnères-de-Bigorre | La Vallée de l'Arros et des Baïses | CC de la Haute-Bigorre           | 2,77             | 65 (2022)                         | 23                 | modifier les données · modifier les données |
| Marseillan                   | 65301      | 65350       | Tarbes              | Les Coteaux                        | CC des Coteaux du Val d'Arros    | 4,40             | 267 (2022)                        | 61                 | modifier les données · modifier les données |
| Mascaras                     | 65303      | 65190       | Tarbes              | La Vallée de l'Arros et des Baïses | CC des Coteaux du Val d'Arros    | 4,76             | 368 (2022)                        | 77                 | modifier les données · modifier les données |
| Maubourguet                  | 65304      | 65700       | Tarbes              | Val d'Adour-Rustan-Madiranais      | CC Adour Madiran                 | 22,04            | 2 232 (2022)                      | 101                | modifier les données · modifier les données |
| Mauléon-Barousse             | 65305      | 65370       | Bagnères-de-Bigorre | La Vallée de la Barousse           | CC Neste Barousse                | 5,49             | 103 (2022)                        | 19                 | modifier les données · modifier les données |
| Mauvezin                     | 65306      | 65130       | Bagnères-de-Bigorre | La Vallée de l'Arros et des Baïses | CC du Plateau de Lannemezan      | 9,85             | 240 (2022)                        | 24                 | modifier les données · modifier les données |
| Mazères-de-Neste             | 65307      | 65150       | Bagnères-de-Bigorre | La Vallée de la Barousse           | CC Neste Barousse                | 3,36             | 346 (2022)                        | 103                | modifier les données · modifier les données |
| Mazerolles                   | 65308      | 65220       | Tarbes              | Les Coteaux                        | CC du Pays de Trie et du Magnoac | 6,33             | 110 (2022)                        | 17                 | modifier les données · modifier les données |
| Mazouau                      | 65309      | 65250       | Bagnères-de-Bigorre | Neste, Aure et Louron              | CC du Plateau de Lannemezan      | 1,40             | 14 (2022)                         | 10                 | modifier les données · modifier les données |
| Mérilheu                     | 65310      | 65200       | Bagnères-de-Bigorre | La Vallée de l'Arros et des Baïses | CC de la Haute-Bigorre           | 3,38             | 232 (2022)                        | 69                 | modifier les données · modifier les données |
| Mingot                       | 65311      | 65140       | Tarbes              | Val d'Adour-Rustan-Madiranais      | CC Adour Madiran                 | 1,73             | 98 (2022)                         | 57                 | modifier les données · modifier les données |
| Momères                      | 65313      | 65360       | Tarbes              | Moyen Adour                        | CA Tarbes-Lourdes-Pyrénées       | 2,34             | 731 (2022)                        | 312                | modifier les données · modifier les données |
| Monfaucon                    | 65314      | 65140       | Tarbes              | Val d'Adour-Rustan-Madiranais      | CC Adour Madiran                 | 10,38            | 203 (2022)                        | 20                 | modifier les données · modifier les données |
| Monléon-Magnoac              | 65315      | 65670       | Tarbes              | Les Coteaux                        | CC du Pays de Trie et du Magnoac | 19,66            | 408 (2022)                        | 21                 | modifier les données · modifier les données |
| Monlong                      | 65316      | 65670       | Tarbes              | Les Coteaux                        | CC du Pays de Trie et du Magnoac | 7,21             | 109 (2022)                        | 15                 | modifier les données · modifier les données |
| Mont                         | 65317      | 65240       | Bagnères-de-Bigorre | Neste, Aure et Louron              | CC Aure Louron                   | 8,41             | 35 (2022)                         | 4,2                | modifier les données · modifier les données |
| Montastruc                   | 65318      | 65330       | Bagnères-de-Bigorre | La Vallée de l'Arros et des Baïses | CC du Plateau de Lannemezan      | 12,34            | 238 (2022)                        | 19                 | modifier les données · modifier les données |
| Montégut                     | 65319      | 65150       | Bagnères-de-Bigorre | La Vallée de la Barousse           | CC Neste Barousse                | 6,94             | 128 (2022)                        | 18                 | modifier les données · modifier les données |
| Montgaillard                 | 65320      | 65200       | Bagnères-de-Bigorre | La Haute-Bigorre                   | CC de la Haute-Bigorre           | 9,64             | 813 (2022)                        | 84                 | modifier les données · modifier les données |
| Montignac                    | 65321      | 65690       | Tarbes              | Moyen Adour                        | CA Tarbes-Lourdes-Pyrénées       | 1,07             | 136 (2022)                        | 127                | modifier les données · modifier les données |
| Montoussé                    | 65322      | 65250       | Bagnères-de-Bigorre | Neste, Aure et Louron              | CC du Plateau de Lannemezan      | 7,88             | 248 (2022)                        | 31                 | modifier les données · modifier les données |
| Montsérié                    | 65323      | 65150       | Bagnères-de-Bigorre | La Vallée de la Barousse           | CC Neste Barousse                | 2,25             | 73 (2022)                         | 32                 | modifier les données · modifier les données |
| Moulédous                    | 65324      | 65190       | Tarbes              | La Vallée de l'Arros et des Baïses | CC des Coteaux du Val d'Arros    | 6,98             | 212 (2022)                        | 30                 | modifier les données · modifier les données |
| Moumoulous                   | 65325      | 65140       | Tarbes              | Val d'Adour-Rustan-Madiranais      | CC Adour Madiran                 | 3,36             | 44 (2022)                         | 13                 | modifier les données · modifier les données |
| Mun                          | 65326      | 65350       | Tarbes              | Les Coteaux                        | CC des Coteaux du Val d'Arros    | 4,81             | 77 (2022)                         | 16                 | modifier les données · modifier les données |
| Nestier                      | 65327      | 65150       | Bagnères-de-Bigorre | La Vallée de la Barousse           | CC Neste Barousse                | 4,94             | 203 (2022)                        | 41                 | modifier les données · modifier les données |
| Neuilh                       | 65328      | 65200       | Bagnères-de-Bigorre | La Haute-Bigorre                   | CC de la Haute-Bigorre           | 2,39             | 94 (2022)                         | 39                 | modifier les données · modifier les données |
| Nistos                       | 65329      | 65150       | Bagnères-de-Bigorre | La Vallée de la Barousse           | CC Neste Barousse                | 32,59            | 210 (2022)                        | 6,4                | modifier les données · modifier les données |
| Nouilhan                     | 65330      | 65500       | Tarbes              | Vic-en-Bigorre                     | CC Adour Madiran                 | 4,53             | 230 (2022)                        | 51                 | modifier les données · modifier les données |
| Odos                         | 65331      | 65310       | Tarbes              | Moyen Adour                        | CA Tarbes-Lourdes-Pyrénées       | 8,77             | 3 291 (2022)                      | 375                | modifier les données · modifier les données |
| Oléac-Debat                  | 65332      | 65350       | Tarbes              | Les Coteaux                        | CC des Coteaux du Val d'Arros    | 1,94             | 183 (2022)                        | 94                 | modifier les données · modifier les données |
| Oléac-Dessus                 | 65333      | 65190       | Tarbes              | La Vallée de l'Arros et des Baïses | CC des Coteaux du Val d'Arros    | 3,72             | 112 (2022)                        | 30                 | modifier les données · modifier les données |
| Omex                         | 65334      | 65100       | Argelès-Gazost      | Lourdes-1                          | CA Tarbes-Lourdes-Pyrénées       | 5,53             | 222 (2022)                        | 40                 | modifier les données · modifier les données |
| Ordizan                      | 65335      | 65200       | Bagnères-de-Bigorre | La Haute-Bigorre                   | CC de la Haute-Bigorre           | 5,89             | 515 (2022)                        | 87                 | modifier les données · modifier les données |
| Organ                        | 65336      | 65230       | Tarbes              | Les Coteaux                        | CC du Pays de Trie et du Magnoac | 2,73             | 29 (2022)                         | 11                 | modifier les données · modifier les données |
| Orieux                       | 65337      | 65190       | Tarbes              | La Vallée de l'Arros et des Baïses | CC des Coteaux du Val d'Arros    | 8,19             | 110 (2022)                        | 13                 | modifier les données · modifier les données |
| Orignac                      | 65338      | 65200       | Bagnères-de-Bigorre | La Vallée de l'Arros et des Baïses | CC de la Haute-Bigorre           | 9,91             | 251 (2022)                        | 25                 | modifier les données · modifier les données |
| Orincles                     | 65339      | 65380       | Tarbes              | Ossun                              | CA Tarbes-Lourdes-Pyrénées       | 5,86             | 361 (2022)                        | 62                 | modifier les données · modifier les données |
| Orleix                       | 65340      | 65800       | Tarbes              | Bordères-sur-l'Échez               | CA Tarbes-Lourdes-Pyrénées       | 8,28             | 1 929 (2022)                      | 233                | modifier les données · modifier les données |
| Oroix                        | 65341      | 65320       | Tarbes              | Vic-en-Bigorre                     | CC Adour Madiran                 | 8,90             | 101 (2022)                        | 11                 | modifier les données · modifier les données |
| Osmets                       | 65342      | 65350       | Tarbes              | Les Coteaux                        | CC du Pays de Trie et du Magnoac | 4,88             | 91 (2022)                         | 19                 | modifier les données · modifier les données |
| Ossen                        | 65343      | 65100       | Argelès-Gazost      | Lourdes-1                          | CA Tarbes-Lourdes-Pyrénées       | 6,91             | 233 (2022)                        | 34                 | modifier les données · modifier les données |
| Ossun                        | 65344      | 65380       | Tarbes              | Ossun                              | CA Tarbes-Lourdes-Pyrénées       | 27,59            | 2 352 (2022)                      | 85                 | modifier les données · modifier les données |
| Ossun-ez-Angles              | 65345      | 65100       | Argelès-Gazost      | Lourdes-2                          | CA Tarbes-Lourdes-Pyrénées       | 2,14             | 57 (2022)                         | 27                 | modifier les données · modifier les données |
| Oueilloux                    | 65346      | 65190       | Tarbes              | La Vallée de l'Arros et des Baïses | CC des Coteaux du Val d'Arros    | 4,40             | 151 (2022)                        | 34                 | modifier les données · modifier les données |
| Ourde                        | 65347      | 65370       | Bagnères-de-Bigorre | La Vallée de la Barousse           | CC Neste Barousse                | 5,60             | 48 (2022)                         | 8,6                | modifier les données · modifier les données |
| Ourdis-Cotdoussan            | 65348      | 65100       | Argelès-Gazost      | Lourdes-2                          | CA Tarbes-Lourdes-Pyrénées       | 4,85             | 43 (2022)                         | 8,9                | modifier les données · modifier les données |
| Ourdon                       | 65349      | 65100       | Argelès-Gazost      | Lourdes-2                          | CA Tarbes-Lourdes-Pyrénées       | 2,66             | 14 (2022)                         | 5,3                | modifier les données · modifier les données |
| Oursbelille                  | 65350      | 65490       | Tarbes              | Bordères-sur-l'Échez               | CA Tarbes-Lourdes-Pyrénées       | 11,33            | 1 215 (2022)                      | 107                | modifier les données · modifier les données |
| Ousté                        | 65351      | 65100       | Argelès-Gazost      | Lourdes-2                          | CA Tarbes-Lourdes-Pyrénées       | 2,35             | 35 (2022)                         | 15                 | modifier les données · modifier les données |
| Ouzous                       | 65352      | 65400       | Argelès-Gazost      | La Vallée des Gaves                | CC Pyrénées Vallées des Gaves    | 4,76             | 206 (2022)                        | 43                 | modifier les données · modifier les données |
| Ozon                         | 65353      | 65190       | Tarbes              | La Vallée de l'Arros et des Baïses | CC des Coteaux du Val d'Arros    | 9,08             | 243 (2022)                        | 27                 | modifier les données · modifier les données |
| Pailhac                      | 65354      | 65240       | Bagnères-de-Bigorre | Neste, Aure et Louron              | CC Aure Louron                   | 0,99             | 83 (2022)                         | 84                 | modifier les données · modifier les données |
| Paréac                       | 65355      | 65100       | Argelès-Gazost      | Lourdes-2                          | CA Tarbes-Lourdes-Pyrénées       | 2,42             | 76 (2022)                         | 31                 | modifier les données · modifier les données |
| Péré                         | 65356      | 65130       | Bagnères-de-Bigorre | La Vallée de l'Arros et des Baïses | CC du Plateau de Lannemezan      | 4,71             | 62 (2022)                         | 13                 | modifier les données · modifier les données |
| Peyraube                     | 65357      | 65190       | Tarbes              | La Vallée de l'Arros et des Baïses | CC des Coteaux du Val d'Arros    | 3,46             | 170 (2022)                        | 49                 | modifier les données · modifier les données |
| Peyret-Saint-André           | 65358      | 65230       | Tarbes              | Les Coteaux                        | CC du Pays de Trie et du Magnoac | 6,25             | 63 (2022)                         | 10                 | modifier les données · modifier les données |
| Peyriguère                   | 65359      | 65350       | Tarbes              | Les Coteaux                        | CC des Coteaux du Val d'Arros    | 4,17             | 21 (2022)                         | 5,0                | modifier les données · modifier les données |
| Peyrouse                     | 65360      | 65270       | Argelès-Gazost      | Lourdes-1                          | CA Tarbes-Lourdes-Pyrénées       | 4,80             | 274 (2022)                        | 57                 | modifier les données · modifier les données |
| Peyrun                       | 65361      | 65140       | Tarbes              | Val d'Adour-Rustan-Madiranais      | CC Adour Madiran                 | 4,01             | 104 (2022)                        | 26                 | modifier les données · modifier les données |
| Pierrefitte-Nestalas         | 65362      | 65260       | Argelès-Gazost      | La Vallée des Gaves                | CC Pyrénées Vallées des Gaves    | 1,76             | 1 101 (2022)                      | 626                | modifier les données · modifier les données |
| Pinas                        | 65363      | 65300       | Bagnères-de-Bigorre | La Vallée de la Barousse           | CC du Plateau de Lannemezan      | 5,93             | 445 (2022)                        | 75                 | modifier les données · modifier les données |
| Pintac                       | 65364      | 65320       | Tarbes              | Vic-en-Bigorre                     | CC Adour Madiran                 | 1,49             | 22 (2022)                         | 15                 | modifier les données · modifier les données |
| Poueyferré                   | 65366      | 65100       | Argelès-Gazost      | Lourdes-1                          | CA Tarbes-Lourdes-Pyrénées       | 6,20             | 830 (2022)                        | 134                | modifier les données · modifier les données |
| Poumarous                    | 65367      | 65190       | Tarbes              | La Vallée de l'Arros et des Baïses | CC des Coteaux du Val d'Arros    | 5,68             | 154 (2022)                        | 27                 | modifier les données · modifier les données |
| Pouy                         | 65368      | 65230       | Tarbes              | Les Coteaux                        | CC du Pays de Trie et du Magnoac | 1,92             | 40 (2022)                         | 21                 | modifier les données · modifier les données |
| Pouyastruc                   | 65369      | 65350       | Tarbes              | Les Coteaux                        | CC des Coteaux du Val d'Arros    | 11,60            | 650 (2022)                        | 56                 | modifier les données · modifier les données |
| Pouzac                       | 65370      | 65200       | Bagnères-de-Bigorre | La Haute-Bigorre                   | CC de la Haute-Bigorre           | 7,58             | 1 108 (2022)                      | 146                | modifier les données · modifier les données |
| Préchac                      | 65371      | 65400       | Argelès-Gazost      | La Vallée des Gaves                | CC Pyrénées Vallées des Gaves    | 1,59             | 240 (2022)                        | 151                | modifier les données · modifier les données |
| Pujo                         | 65372      | 65500       | Tarbes              | Vic-en-Bigorre                     | CC Adour Madiran                 | 5,28             | 670 (2022)                        | 127                | modifier les données · modifier les données |
| Puntous                      | 65373      | 65230       | Tarbes              | Les Coteaux                        | CC du Pays de Trie et du Magnoac | 8,85             | 158 (2022)                        | 18                 | modifier les données · modifier les données |
| Puydarrieux                  | 65374      | 65220       | Tarbes              | Les Coteaux                        | CC du Pays de Trie et du Magnoac | 13,99            | 231 (2022)                        | 17                 | modifier les données · modifier les données |
| Rabastens-de-Bigorre         | 65375      | 65140       | Tarbes              | Val d'Adour-Rustan-Madiranais      | CC Adour Madiran                 | 8,93             | 1 464 (2022)                      | 164                | modifier les données · modifier les données |
| Recurt                       | 65376      | 65330       | Bagnères-de-Bigorre | La Vallée de l'Arros et des Baïses | CC du Plateau de Lannemezan      | 13,43            | 203 (2022)                        | 15                 | modifier les données · modifier les données |
| Réjaumont                    | 65377      | 65300       | Bagnères-de-Bigorre | La Vallée de la Barousse           | CC du Plateau de Lannemezan      | 6,70             | 150 (2022)                        | 22                 | modifier les données · modifier les données |
| Ricaud                       | 65378      | 65190       | Tarbes              | La Vallée de l'Arros et des Baïses | CC des Coteaux du Val d'Arros    | 3,30             | 65 (2022)                         | 20                 | modifier les données · modifier les données |
| Ris                          | 65379      | 65590       | Bagnères-de-Bigorre | Neste, Aure et Louron              | CC Aure Louron                   | 1,89             | 13 (2022)                         | 6,9                | modifier les données · modifier les données |
| Sabalos                      | 65380      | 65350       | Tarbes              | Les Coteaux                        | CC des Coteaux du Val d'Arros    | 2,20             | 148 (2022)                        | 67                 | modifier les données · modifier les données |
| Sabarros                     | 65381      | 65330       | Bagnères-de-Bigorre | La Vallée de l'Arros et des Baïses | CC du Plateau de Lannemezan      | 3,67             | 33 (2022)                         | 9,0                | modifier les données · modifier les données |
| Sacoué                       | 65382      | 65370       | Bagnères-de-Bigorre | La Vallée de la Barousse           | CC Neste Barousse                | 13,14            | 84 (2022)                         | 6,4                | modifier les données · modifier les données |
| Sadournin                    | 65383      | 65220       | Tarbes              | Les Coteaux                        | CC du Pays de Trie et du Magnoac | 12,41            | 196 (2022)                        | 16                 | modifier les données · modifier les données |
| Sailhan                      | 65384      | 65170       | Bagnères-de-Bigorre | Neste, Aure et Louron              | CC Aure Louron                   | 2,64             | 171 (2022)                        | 65                 | modifier les données · modifier les données |
| Saint-Arroman                | 65385      | 65250       | Bagnères-de-Bigorre | Neste, Aure et Louron              | CC du Plateau de Lannemezan      | 4,25             | 98 (2022)                         | 23                 | modifier les données · modifier les données |
| Saint-Créac                  | 65386      | 65100       | Argelès-Gazost      | Lourdes-2                          | CA Tarbes-Lourdes-Pyrénées       | 2,20             | 102 (2022)                        | 46                 | modifier les données · modifier les données |
| Saint-Lanne                  | 65387      | 65700       | Tarbes              | Val d'Adour-Rustan-Madiranais      | CC Adour Madiran                 | 13,10            | 121 (2022)                        | 9,2                | modifier les données · modifier les données |
| Saint-Lary-Soulan            | 65388      | 65170       | Bagnères-de-Bigorre | Neste, Aure et Louron              | CC Aure Louron                   | 90,97            | 837 (2022)                        | 9,2                | modifier les données · modifier les données |
| Saint-Laurent-de-Neste       | 65389      | 65150       | Bagnères-de-Bigorre | La Vallée de la Barousse           | CC Neste Barousse                | 10,41            | 960 (2022)                        | 92                 | modifier les données · modifier les données |
| Saint-Lézer                  | 65390      | 65500       | Tarbes              | Vic-en-Bigorre                     | CC Adour Madiran                 | 11,17            | 434 (2022)                        | 39                 | modifier les données · modifier les données |
| Saint-Martin                 | 65392      | 65360       | Tarbes              | Moyen Adour                        | CA Tarbes-Lourdes-Pyrénées       | 8,08             | 437 (2022)                        | 54                 | modifier les données · modifier les données |
| Saint-Pastous                | 65393      | 65400       | Argelès-Gazost      | La Vallée des Gaves                | CC Pyrénées Vallées des Gaves    | 8,20             | 149 (2022)                        | 18                 | modifier les données · modifier les données |
| Saint-Paul                   | 65394      | 65150       | Bagnères-de-Bigorre | La Vallée de la Barousse           | CC Neste Barousse                | 6,85             | 322 (2022)                        | 47                 | modifier les données · modifier les données |
| Saint-Pé-de-Bigorre          | 65395      | 65270       | Argelès-Gazost      | Lourdes-1                          | CA Tarbes-Lourdes-Pyrénées       | 43,44            | 1 150 (2022)                      | 26                 | modifier les données · modifier les données |
| Saint-Savin                  | 65396      | 65400       | Argelès-Gazost      | La Vallée des Gaves                | CC Pyrénées Vallées des Gaves    | 3,86             | 366 (2022)                        | 95                 | modifier les données · modifier les données |
| Saint-Sever-de-Rustan        | 65397      | 65140       | Tarbes              | Val d'Adour-Rustan-Madiranais      | CC Adour Madiran                 | 9,52             | 158 (2022)                        | 17                 | modifier les données · modifier les données |
| Sainte-Marie                 | 65391      | 65370       | Bagnères-de-Bigorre | La Vallée de la Barousse           | CC Neste Barousse                | 0,28             | 59 (2022)                         | 211                | modifier les données · modifier les données |
| Saléchan                     | 65398      | 65370       | Bagnères-de-Bigorre | La Vallée de la Barousse           | CC Neste Barousse                | 4,10             | 243 (2022)                        | 59                 | modifier les données · modifier les données |
| Saligos                      | 65399      | 65120       | Argelès-Gazost      | La Vallée des Gaves                | CC Pyrénées Vallées des Gaves    | 7,07             | 89 (2022)                         | 13                 | modifier les données · modifier les données |
| Salles                       | 65400      | 65400       | Argelès-Gazost      | La Vallée des Gaves                | CC Pyrénées Vallées des Gaves    | 27,48            | 248 (2022)                        | 9,0                | modifier les données · modifier les données |
| Salles-Adour                 | 65401      | 65360       | Tarbes              | Moyen Adour                        | CA Tarbes-Lourdes-Pyrénées       | 2,48             | 568 (2022)                        | 229                | modifier les données · modifier les données |
| Samuran                      | 65402      | 65370       | Bagnères-de-Bigorre | La Vallée de la Barousse           | CC Neste Barousse                | 2,55             | 26 (2022)                         | 10                 | modifier les données · modifier les données |
| Sanous                       | 65403      | 65500       | Tarbes              | Vic-en-Bigorre                     | CC Adour Madiran                 | 1,70             | 100 (2022)                        | 59                 | modifier les données · modifier les données |
| Sariac-Magnoac               | 65404      | 65230       | Tarbes              | Les Coteaux                        | CC du Pays de Trie et du Magnoac | 10,93            | 159 (2022)                        | 15                 | modifier les données · modifier les données |
| Sarlabous                    | 65405      | 65130       | Bagnères-de-Bigorre | La Vallée de l'Arros et des Baïses | CC du Plateau de Lannemezan      | 3,39             | 78 (2022)                         | 23                 | modifier les données · modifier les données |
| Sarniguet                    | 65406      | 65390       | Tarbes              | Vic-en-Bigorre                     | CA Tarbes-Lourdes-Pyrénées       | 2,07             | 259 (2022)                        | 125                | modifier les données · modifier les données |
| Sarp                         | 65407      | 65370       | Bagnères-de-Bigorre | La Vallée de la Barousse           | CC Neste Barousse                | 1,82             | 106 (2022)                        | 58                 | modifier les données · modifier les données |
| Sarrancolin                  | 65408      | 65410       | Bagnères-de-Bigorre | Neste, Aure et Louron              | CC Aure Louron                   | 32,10            | 550 (2022)                        | 17                 | modifier les données · modifier les données |
| Sarriac-Bigorre              | 65409      | 65140       | Tarbes              | Val d'Adour-Rustan-Madiranais      | CC Adour Madiran                 | 10,80            | 273 (2022)                        | 25                 | modifier les données · modifier les données |
| Sarrouilles                  | 65410      | 65600       | Tarbes              | Moyen Adour                        | CA Tarbes-Lourdes-Pyrénées       | 4,21             | 541 (2022)                        | 129                | modifier les données · modifier les données |
| Sassis                       | 65411      | 65120       | Argelès-Gazost      | La Vallée des Gaves                | CC Pyrénées Vallées des Gaves    | 0,53             | 72 (2022)                         | 136                | modifier les données · modifier les données |
| Sauveterre                   | 65412      | 65700       | Tarbes              | Val d'Adour-Rustan-Madiranais      | CC Adour Madiran                 | 10,38            | 159 (2022)                        | 15                 | modifier les données · modifier les données |
| Sazos                        | 65413      | 65120       | Argelès-Gazost      | La Vallée des Gaves                | CC Pyrénées Vallées des Gaves    | 29,38            | 152 (2022)                        | 5,2                | modifier les données · modifier les données |
| Ségalas                      | 65414      | 65140       | Tarbes              | Val d'Adour-Rustan-Madiranais      | CC Adour Madiran                 | 5,97             | 81 (2022)                         | 14                 | modifier les données · modifier les données |
| Ségus                        | 65415      | 65100       | Argelès-Gazost      | Lourdes-1                          | CA Tarbes-Lourdes-Pyrénées       | 10,72            | 259 (2022)                        | 24                 | modifier les données · modifier les données |
| Seich                        | 65416      | 65150       | Bagnères-de-Bigorre | La Vallée de la Barousse           | CC Neste Barousse                | 7,17             | 88 (2022)                         | 12                 | modifier les données · modifier les données |
| Séméac                       | 65417      | 65600       | Tarbes              | Aureilhan                          | CA Tarbes-Lourdes-Pyrénées       | 6,29             | 5 202 (2022)                      | 827                | modifier les données · modifier les données |
| Sénac                        | 65418      | 65140       | Tarbes              | Val d'Adour-Rustan-Madiranais      | CC Adour Madiran                 | 8,94             | 291 (2022)                        | 33                 | modifier les données · modifier les données |
| Sentous                      | 65419      | 65330       | Bagnères-de-Bigorre | La Vallée de l'Arros et des Baïses | CC du Plateau de Lannemezan      | 7,30             | 77 (2022)                         | 11                 | modifier les données · modifier les données |
| Sère-en-Lavedan              | 65420      | 65400       | Argelès-Gazost      | La Vallée des Gaves                | CC Pyrénées Vallées des Gaves    | 1,87             | 83 (2022)                         | 44                 | modifier les données · modifier les données |
| Sère-Lanso                   | 65421      | 65100       | Argelès-Gazost      | Lourdes-2                          | CA Tarbes-Lourdes-Pyrénées       | 4,27             | 41 (2022)                         | 9,6                | modifier les données · modifier les données |
| Sère-Rustaing                | 65423      | 65220       | Tarbes              | Les Coteaux                        | CC du Pays de Trie et du Magnoac | 5,29             | 128 (2022)                        | 24                 | modifier les données · modifier les données |
| Séron                        | 65422      | 65320       | Tarbes              | Ossun                              | CA Tarbes-Lourdes-Pyrénées       | 9,29             | 331 (2022)                        | 36                 | modifier les données · modifier les données |
| Sers                         | 65424      | 65120       | Argelès-Gazost      | La Vallée des Gaves                | CC Pyrénées Vallées des Gaves    | 29,91            | 109 (2022)                        | 3,6                | modifier les données · modifier les données |
| Siarrouy                     | 65425      | 65500       | Tarbes              | Vic-en-Bigorre                     | CC Adour Madiran                 | 6,20             | 462 (2022)                        | 75                 | modifier les données · modifier les données |
| Sinzos                       | 65426      | 65190       | Tarbes              | La Vallée de l'Arros et des Baïses | CC des Coteaux du Val d'Arros    | 4,11             | 136 (2022)                        | 33                 | modifier les données · modifier les données |
| Siradan                      | 65427      | 65370       | Bagnères-de-Bigorre | La Vallée de la Barousse           | CC Neste Barousse                | 2,74             | 287 (2022)                        | 105                | modifier les données · modifier les données |
| Sireix                       | 65428      | 65400       | Argelès-Gazost      | La Vallée des Gaves                | CC Pyrénées Vallées des Gaves    | 1,73             | 61 (2022)                         | 35                 | modifier les données · modifier les données |
| Sombrun                      | 65429      | 65700       | Tarbes              | Val d'Adour-Rustan-Madiranais      | CC Adour Madiran                 | 9,67             | 198 (2022)                        | 20                 | modifier les données · modifier les données |
| Soréac                       | 65430      | 65350       | Tarbes              | Les Coteaux                        | CC des Coteaux du Val d'Arros    | 2,31             | 46 (2022)                         | 20                 | modifier les données · modifier les données |
| Sost                         | 65431      | 65370       | Bagnères-de-Bigorre | La Vallée de la Barousse           | CC Neste Barousse                | 32,05            | 99 (2022)                         | 3,1                | modifier les données · modifier les données |
| Soublecause                  | 65432      | 65700       | Tarbes              | Val d'Adour-Rustan-Madiranais      | CC Adour Madiran                 | 6,18             | 174 (2022)                        | 28                 | modifier les données · modifier les données |
| Soues                        | 65433      | 65430       | Tarbes              | Aureilhan                          | CA Tarbes-Lourdes-Pyrénées       | 3,90             | 3 000 (2022)                      | 769                | modifier les données · modifier les données |
| Soulom                       | 65435      | 65260       | Argelès-Gazost      | La Vallée des Gaves                | CC Pyrénées Vallées des Gaves    | 2,91             | 289 (2022)                        | 99                 | modifier les données · modifier les données |
| Souyeaux                     | 65436      | 65350       | Tarbes              | Les Coteaux                        | CC des Coteaux du Val d'Arros    | 6,02             | 300 (2022)                        | 50                 | modifier les données · modifier les données |
| Tajan                        | 65437      | 65300       | Bagnères-de-Bigorre | La Vallée de la Barousse           | CC du Plateau de Lannemezan      | 4,93             | 136 (2022)                        | 28                 | modifier les données · modifier les données |
| Talazac                      | 65438      | 65500       | Tarbes              | Vic-en-Bigorre                     | CC Adour Madiran                 | 1,58             | 76 (2022)                         | 48                 | modifier les données · modifier les données |
| Tarasteix                    | 65439      | 65320       | Tarbes              | Vic-en-Bigorre                     | CC Adour Madiran                 | 9,85             | 270 (2022)                        | 27                 | modifier les données · modifier les données |
| Thèbe                        | 65441      | 65370       | Bagnères-de-Bigorre | La Vallée de la Barousse           | CC Neste Barousse                | 7,60             | 91 (2022)                         | 12                 | modifier les données · modifier les données |
| Thermes-Magnoac              | 65442      | 65230       | Tarbes              | Les Coteaux                        | CC du Pays de Trie et du Magnoac | 10,83            | 230 (2022)                        | 21                 | modifier les données · modifier les données |
| Thuy                         | 65443      | 65350       | Tarbes              | Les Coteaux                        | CC des Coteaux du Val d'Arros    | 0,53             | 18 (2022)                         | 34                 | modifier les données · modifier les données |
| Tibiran-Jaunac               | 65444      | 65150       | Bagnères-de-Bigorre | La Vallée de la Barousse           | CC Neste Barousse                | 6,38             | 330 (2022)                        | 52                 | modifier les données · modifier les données |
| Tilhouse                     | 65445      | 65130       | Bagnères-de-Bigorre | La Vallée de l'Arros et des Baïses | CC du Plateau de Lannemezan      | 6,51             | 225 (2022)                        | 35                 | modifier les données · modifier les données |
| Tostat                       | 65446      | 65140       | Tarbes              | Val d'Adour-Rustan-Madiranais      | CC Adour Madiran                 | 6,27             | 547 (2022)                        | 87                 | modifier les données · modifier les données |
| Tournay                      | 65447      | 65190       | Tarbes              | La Vallée de l'Arros et des Baïses | CC des Coteaux du Val d'Arros    | 14,32            | 1 296 (2022)                      | 91                 | modifier les données · modifier les données |
| Tournous-Darré               | 65448      | 65220       | Tarbes              | Les Coteaux                        | CC du Pays de Trie et du Magnoac | 5,63             | 78 (2022)                         | 14                 | modifier les données · modifier les données |
| Tournous-Devant              | 65449      | 65330       | Bagnères-de-Bigorre | La Vallée de l'Arros et des Baïses | CC du Plateau de Lannemezan      | 4,67             | 83 (2022)                         | 18                 | modifier les données · modifier les données |
| Tramezaïgues                 | 65450      | 65170       | Bagnères-de-Bigorre | Neste, Aure et Louron              | CC Aure Louron                   | 34,96            | 35 (2022)                         | 1,0                | modifier les données · modifier les données |
| Trébons                      | 65451      | 65200       | Bagnères-de-Bigorre | La Haute-Bigorre                   | CC de la Haute-Bigorre           | 10,19            | 757 (2022)                        | 74                 | modifier les données · modifier les données |
| Trie-sur-Baïse               | 65452      | 65220       | Tarbes              | Les Coteaux                        | CC du Pays de Trie et du Magnoac | 11,20            | 993 (2022)                        | 89                 | modifier les données · modifier les données |
| Troubat                      | 65453      | 65370       | Bagnères-de-Bigorre | La Vallée de la Barousse           | CC Neste Barousse                | 2,79             | 75 (2022)                         | 27                 | modifier les données · modifier les données |
| Trouley-Labarthe             | 65454      | 65140       | Tarbes              | Val d'Adour-Rustan-Madiranais      | CC Adour Madiran                 | 4,39             | 107 (2022)                        | 24                 | modifier les données · modifier les données |
| Tuzaguet                     | 65455      | 65150       | Bagnères-de-Bigorre | La Vallée de la Barousse           | CC Neste Barousse                | 7,72             | 425 (2022)                        | 55                 | modifier les données · modifier les données |
| Uglas                        | 65456      | 65300       | Bagnères-de-Bigorre | La Vallée de la Barousse           | CC du Plateau de Lannemezan      | 8,54             | 274 (2022)                        | 32                 | modifier les données · modifier les données |
| Ugnouas                      | 65457      | 65140       | Tarbes              | Val d'Adour-Rustan-Madiranais      | CC Adour Madiran                 | 1,59             | 86 (2022)                         | 54                 | modifier les données · modifier les données |
| Uz                           | 65458      | 65400       | Argelès-Gazost      | La Vallée des Gaves                | CC Pyrénées Vallées des Gaves    | 2,45             | 38 (2022)                         | 16                 | modifier les données · modifier les données |
| Uzer                         | 65459      | 65200       | Bagnères-de-Bigorre | La Vallée de l'Arros et des Baïses | CC de la Haute-Bigorre           | 3,48             | 104 (2022)                        | 30                 | modifier les données · modifier les données |
| Vic-en-Bigorre               | 65460      | 65500       | Tarbes              | Vic-en-Bigorre                     | CC Adour Madiran                 | 31,86            | 4 830 (2022)                      | 152                | modifier les données · modifier les données |
| Vidou                        | 65461      | 65220       | Tarbes              | Les Coteaux                        | CC du Pays de Trie et du Magnoac | 4,96             | 81 (2022)                         | 16                 | modifier les données · modifier les données |
| Vidouze                      | 65462      | 65700       | Tarbes              | Val d'Adour-Rustan-Madiranais      | CC Adour Madiran                 | 16,01            | 230 (2022)                        | 14                 | modifier les données · modifier les données |
| Viella                       | 65463      | 65120       | Argelès-Gazost      | La Vallée des Gaves                | CC Pyrénées Vallées des Gaves    | 3,14             | 83 (2022)                         | 26                 | modifier les données · modifier les données |
| Vielle-Adour                 | 65464      | 65360       | Tarbes              | Moyen Adour                        | CA Tarbes-Lourdes-Pyrénées       | 5,82             | 488 (2022)                        | 84                 | modifier les données · modifier les données |
| Vielle-Aure                  | 65465      | 65170       | Bagnères-de-Bigorre | Neste, Aure et Louron              | CC Aure Louron                   | 5,38             | 304 (2022)                        | 57                 | modifier les données · modifier les données |
| Vielle-Louron                | 65466      | 65240       | Bagnères-de-Bigorre | Neste, Aure et Louron              | CC Aure Louron                   | 2,89             | 81 (2022)                         | 28                 | modifier les données · modifier les données |
| Vier-Bordes                  | 65467      | 65400       | Argelès-Gazost      | La Vallée des Gaves                | CC Pyrénées Vallées des Gaves    | 9,39             | 94 (2022)                         | 10                 | modifier les données · modifier les données |
| Vieuzos                      | 65468      | 65230       | Tarbes              | Les Coteaux                        | CC du Pays de Trie et du Magnoac | 4,93             | 49 (2022)                         | 9,9                | modifier les données · modifier les données |
| Viey                         | 65469      | 65120       | Argelès-Gazost      | La Vallée des Gaves                | CC Pyrénées Vallées des Gaves    | 6,24             | 19 (2022)                         | 3,0                | modifier les données · modifier les données |
| Viger                        | 65470      | 65100       | Argelès-Gazost      | Lourdes-1                          | CA Tarbes-Lourdes-Pyrénées       | 3,37             | 143 (2022)                        | 42                 | modifier les données · modifier les données |
| Vignec                       | 65471      | 65170       | Bagnères-de-Bigorre | Neste, Aure et Louron              | CC Aure Louron                   | 6,42             | 201 (2022)                        | 31                 | modifier les données · modifier les données |
| Villefranque                 | 65472      | 65700       | Tarbes              | Val d'Adour-Rustan-Madiranais      | CC Adour Madiran                 | 3,17             | 74 (2022)                         | 23                 | modifier les données · modifier les données |
| Villelongue                  | 65473      | 65260       | Argelès-Gazost      | La Vallée des Gaves                | CC Pyrénées Vallées des Gaves    | 20,46            | 353 (2022)                        | 17                 | modifier les données · modifier les données |
| Villembits                   | 65474      | 65220       | Tarbes              | Les Coteaux                        | CC du Pays de Trie et du Magnoac | 5,25             | 110 (2022)                        | 21                 | modifier les données · modifier les données |
| Villemur                     | 65475      | 65230       | Tarbes              | Les Coteaux                        | CC du Pays de Trie et du Magnoac | 3,71             | 65 (2022)                         | 18                 | modifier les données · modifier les données |
| Villenave-près-Béarn         | 65476      | 65500       | Tarbes              | Vic-en-Bigorre                     | CC Adour Madiran                 | 3,09             | 69 (2022)                         | 22                 | modifier les données · modifier les données |
| Villenave-près-Marsac        | 65477      | 65500       | Tarbes              | Vic-en-Bigorre                     | CC Adour Madiran                 | 1,12             | 110 (2022)                        | 98                 | modifier les données · modifier les données |
| Viscos                       | 65478      | 65120       | Argelès-Gazost      | La Vallée des Gaves                | CC Pyrénées Vallées des Gaves    | 6,52             | 34 (2022)                         | 5,2                | modifier les données · modifier les données |
| Visker                       | 65479      | 65200       | Tarbes              | Ossun                              | CA Tarbes-Lourdes-Pyrénées       | 4,16             | 368 (2022)                        | 88                 | modifier les données · modifier les données |
| Hautes-Pyrénées              | 65         |             |                     |                                    |                                  | 4 464,00         | 231 453 (2022)                    | 52                 | modifier les données                        |